# Американський музей природознавства
Американський музей природознавства (англ. American Museum of Natural History) — один з найкращих природознавчих музеїв у світі; був відкритий у 1869 році. Розташований на острові Мангеттен в місті Нью-Йорк, у парку Теодора Рузвельта, недалеко від Центрального парку. Музейний комплекс включає 26 взаємопов'язаних будівель, в яких розміщено 45 постійних виставкових залів, крім планетарію та бібліотеки. Музейні колекції містять понад 34 мільйони екземплярів рослин, тварин, скам'янілостей, мінералів, гірських порід, метеоритів, людських решток та інших артефактів, а також спеціалізовані колекції для заморожених тканин та астрофізичні дані, з яких лише невелика частина виставляється в будь-який час і займає понад 190 000 квадратних метрів. Науковий штат музею налічує 225 осіб. Щороку музей спонсорує понад 120 спеціальних польових експедицій. Близько п'яти мільйонів відвідувачів навідуються до музею щороку.
Одне з найголовніших завдань Американського музею природознавства є: «Відкривати, інтерпретувати та поширювати — за допомогою наукових досліджень та освіти — знання про людські культури, природний світ та Всесвіт».

## Історія

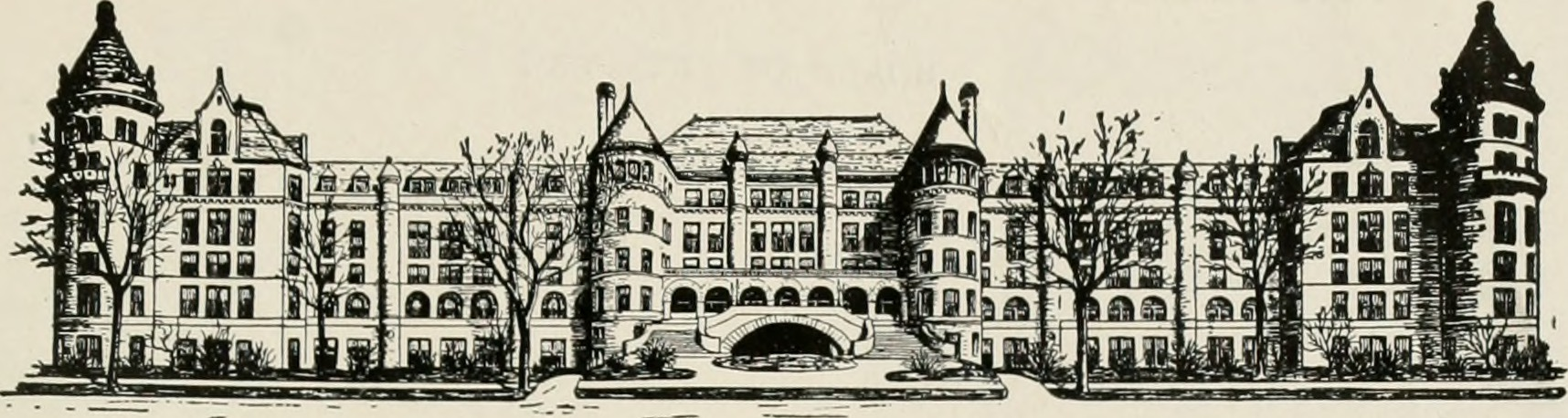
Креслення південного фасаду АМНХ

### Заснування

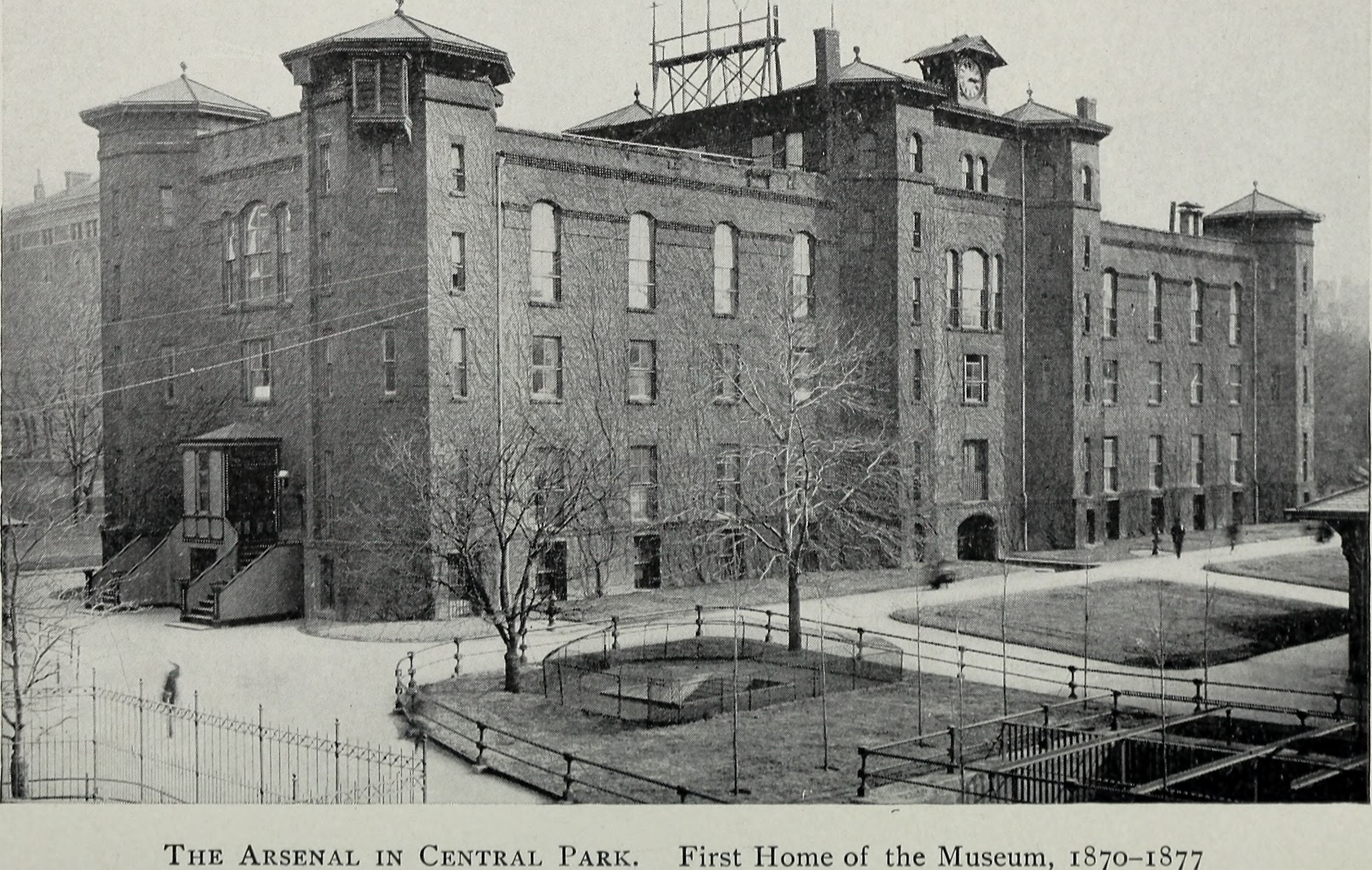
Американський музей природознавства розміщувався в Арсеналі з 1869 по 1877 рік.

До будівництва нинішнього комплексу музей розміщувався в будівлі Арсеналу в Центральному парку. Теодор Рузвельт-старший, батько Теодора Рузвельта, 26-го президента США, був одним із засновників музею разом з Джоном Пірпонтом Морганом, Мозесом Гіксом Ґріннеллом, Джоном Девідом Вульфом, Вільямом Т. Блоджетом, Робертом Л. Стюартом, Ендрю Г. Гріном, Робертом Колґейтом, Бенджаміном Г.Філдом, Д.Джексоном Стюардом, Генрі Г. Стеббінсом, Генрі Перішом та Говардом Поттером. Заснування музею здійснило мрію доктора-натураліста Альберта С. Бікмора. Бікмор, студент зоолога Луїса Аґассіза, роками невтомно лобіював створення музею природознавства в Нью-Йорку. Його пропозиція була підтримана потужними спонсорами та отримала підтримку губернатора Нью-Йорка Джона Томпсона Гофмана, який підписав законопроєкт про офіційне створення Американського музею історії природи 6 квітня 1869 р.

### Спорудження

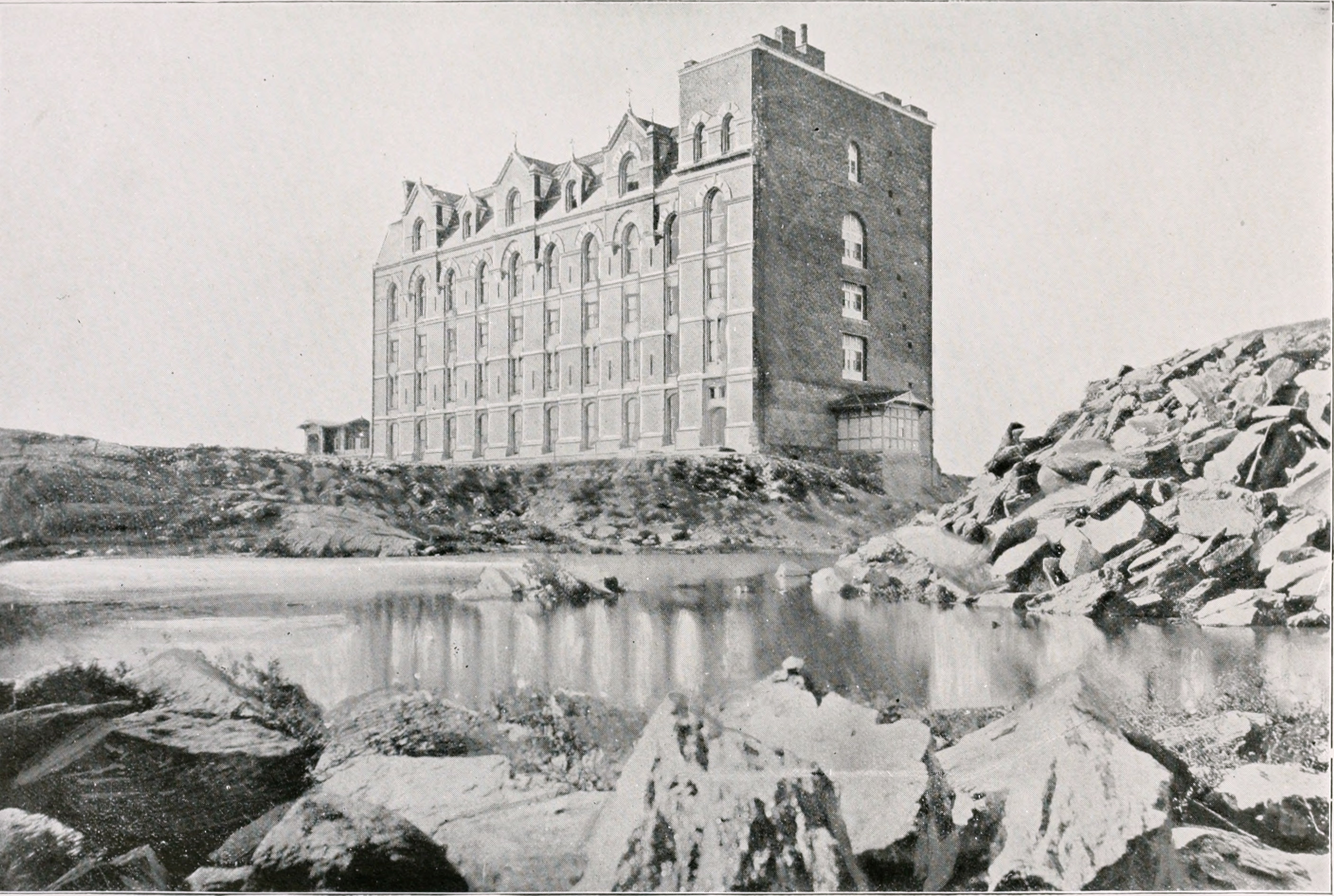
Ця будівля була побудована в 1874 році, а відкрилася в 1877 році. Тепер в цій будівлі розміщуються (з першого поверху на четвертий поверх) Зал індіанців північно-західного узбережжя, Зал африканських народів, Зал північноамериканських птахів Санфорд і Зал походження хребетних.

У 1874 році був закладений наріжний камінь для першої будівлі музею, яка зараз прихована від очей багатьма будівлями комплексу, які сьогодні займають більшу частину площі Манхеттен. Оригінальна вікторіанська готична будівля, яка була відкрита в 1877 році, була спроєктована Калвертом Воксом та Дж. Врі Молдом, обидва тісно ототожненими з архітектурою Центрального парку.:19–20

### Розширення

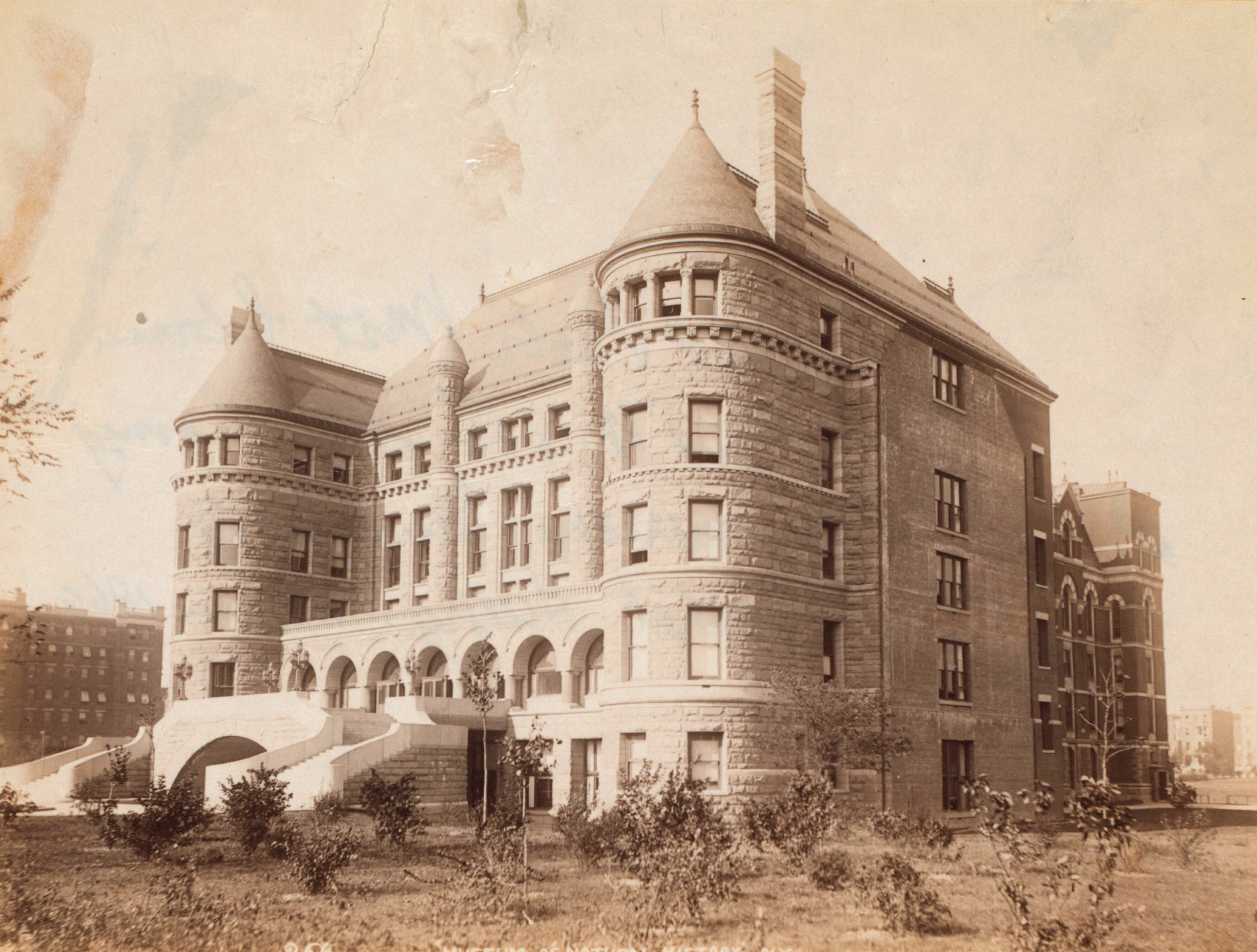
Ця будівля була завершена до кінця 19 століття. Будинки поруч із цим були б завершені на початку 20 століття. Тепер у цій будівлі розміщуються (з першого поверху на четвертий поверх) Велика галерея, Птахи Світу, Примати та Центр орієнтації Валаха.

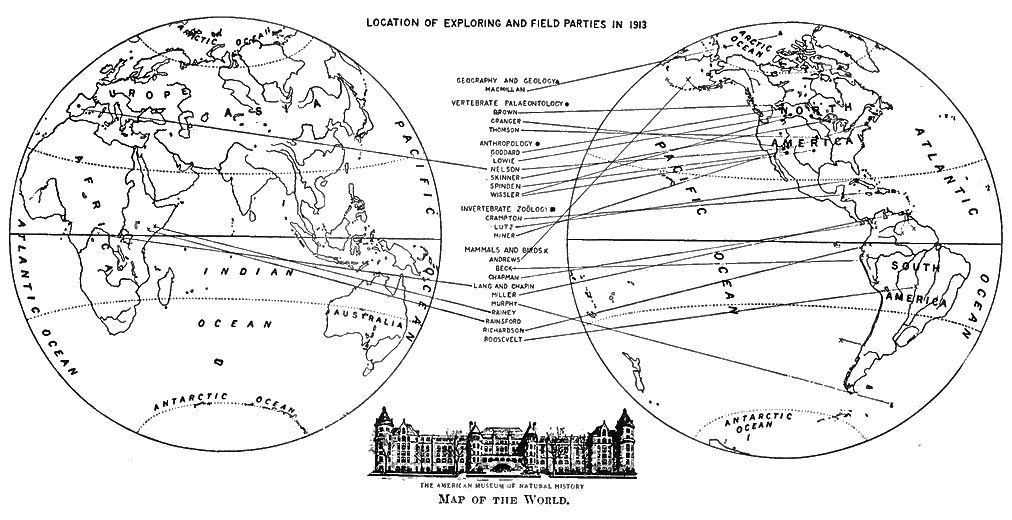
Місця проведення досліджень та виїзних вечірок у 1913 р., Американський музей природознавства, карта

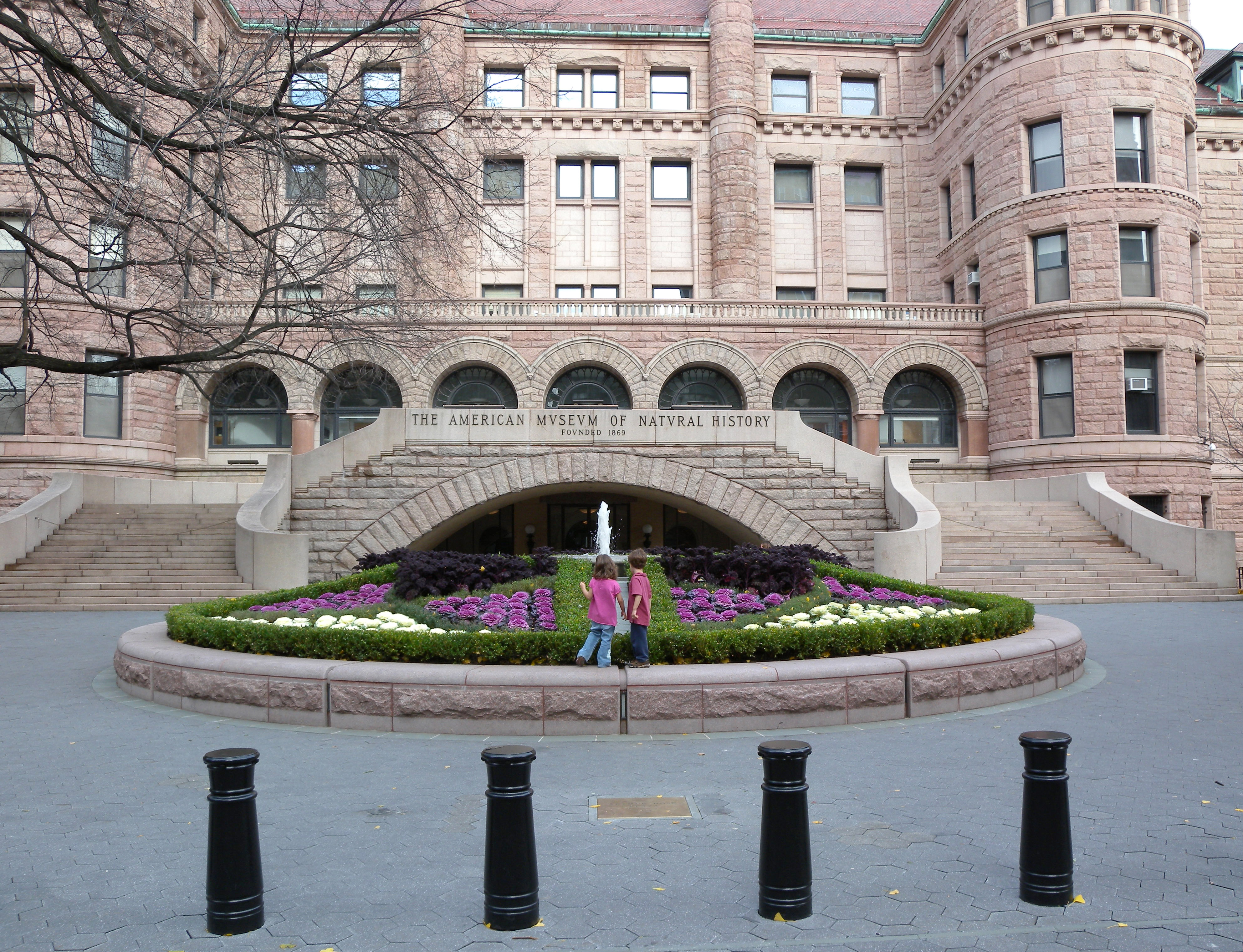
Старий 77-й вуличний «замок» вхід музею

Оригінальна будівля незабаром була затьмарена південним ареалом музею, спроєктованим Дж. Клівлендом Кеди, зведеним в неороманському стилі під впливом Г. Г. Річардсона. Він простягається на 210 метрів вздовж Західної 77-ї вулиці, кутові вежі заввишки 14 метрів (46 футів). Його рожевий бурий камінь і граніт, схожі на ті, що знайдені на острові Ґріндстоун у річці Св. Лаврентія, походять із кар'єрів на острові Піктон, штат Нью-Йорк.
Меморіал Теодору Рузвельту, добудований Джоном Расселом Попом у 1936 році, є визначною пам'яткою мистецтв. Вона веде до величезної римської базиліки, де відвідувачів зустрічає відлиток скелета вирощуваного барозавра, який захищає своїх молодих від алозавра. До музею також можна дійти через фойє 77-ї вулиці, перейменовану у «Ґранд-галерею» та з повністю підвішеним каное Хайда. Зал веде до найстарішого збереженого експонату музею — залу індіанців північно-західного узбережжя.

### Доповнення, реставрації та реконструкції
Починаючи з 1930 року, мало що було додано до зовнішнього вигляду оригінальної будівлі. Архітектор Кевін Рош та його фірма Roche-Dinkeloo відповідають за генеральне планування музею з 1990-х років. Були проведені різні реконструкції інтер'єру та екстер'єру. Реставрація залу динозаврів була проведена 1991 року, музей також відновив настінний розпис у Меморіальному залі Рузвельта в 2010 році. У 1992 році фірма Roche-Dinkeloo спроєктувала восьмиповерхову бібліотеку AMNH. Однак, в цілому генеральний план не був повністю реалізований, і до 2015 року музей складався з 25 окремих будівель, які були погано пов'язані між собою.
Південний фасад музею, що охоплює 77-му вулицю від Центрального парку на захід до проспекту Коламбус, був очищений, відремонтований і відновлений у 2009 році. Стівен Рейхл, речник музею, сказав, що робота включатиме відновлення 650 чорно-вишневих віконних рам і ремонт каменю. Консультантом музею з останнього ремонту є Wiss, Janney, Elstner Associates, Inc., архітектурна та інженерна фірма зі штаб-квартирою в Нортбруці, штат Іллінойс.
У 2014 році музей опублікував плани прибудови площею 195 тис. квадратних метрів — центру науки, освіти та інновацій Річарда Гілдера на стороні Колумбус-авеню. Розроблений студією Gang, Higgins Quasebarth & Partners та ландшафтним архітектором Рід Гілдербранд, рожевий гранітний фасад нової будівлі Milford матиме фактурний, криволінійний дизайн, натхненний природними топографічними елементами, продемонстрованими в музеї, включаючи «геологічні шари, заглиблені в льодовики печери, криві каньйони та брили льоду», як контраст до домінуючих в музеї архітектурних романського та вікторіанського стилів. Сам інтер'єр містив би новий вхід з проспекту Коламбус на північ від 79-ї вулиці; багатоповерхова структура зберігання, що містить зразки та предмети; кімнати для експонування цих предметів; зал для комах; «інтерпретаційна» «стіна пошуку дороги» та театр. Спочатку це розширення мало бути на південь від існуючого музею, займаючи частини парку Теодора Рузвельта. Розширення було перенесено на західну сторону музею, а його розмір зменшився через протидію будівництву в парку. Натомість додаток замінить три існуючі будівлі вздовж східної сторони проспекту Колумбус, маючи понад 30 підключень до діючого музею, і він буде заввишки шість поверхів, такої ж висоти, як і навколишні будівлі. Плани розширення були детально розглянуті Комісією з охорони пам'яток Нью-Йорка. 11 жовтня 2016 року Комісія зі збереження пам'яток одноголосно схвалила розширення. Будівництво Центру Позолоти, який, як очікувалося, зруйнується в наступному році після розробки проєкту та Повідомлення про вплив на навколишнє середовище, призведе до знесення трьох музейних будівель, побудованих між 1874 і 1935 рр. Музей офіційно подав плани будівництва розширення в серпні 2017 року, але через спротив громади будівництво розпочалося лише в червні 2019 року. Очікується, що проєкт буде завершений до 2022 року.

### Президенти
Першими двома президентами музею були Джон Девід Вульф (1870—1872) та Роберт Л. Стюарт (1872—1881), обидва є засновниками музею. Важливим у формуванні музею був його третій президент призначений у 1881 році Морріс К. Джесуп (також один з первинних засновників). Джесуп був президентом понад 25 років, контролюючи його розширення та більшу частину золотої доби розвідки та збору. Четвертий президент, Генрі Фейрфілд Осборн, був призначений у 1906 році після смерті Джесупа. Осборн продовжив розширення музею, перетворивши його на один із найвідоміших природничих музеїв світу. Ф. Трубі Девісон був президентом з 1933 по 1951 рік, а А. Перрі Осборн виконував обов'язки президента з 1941 по 1946 рік. Олександр М. Уайт був президентом з 1951 по 1968 рік. Гарднер Д. Стаут був президентом з 1968 по 1975 рік. Роберт Гестьє Гелет з 1975—1988 рр. Джордж Д. Ленґдон-молодший з 1988 по 1993 рр. Елен В. Футтер була президентом музею з 1993 р.

### Пов'язані імена
Серед відомих імен, пов'язаних з музеєм, — палеонтолог і геолог Генрі Фейрфілд Осборн; мисливець на динозаврів у пустелі Гобі Рой Чепмен Ендрюс (один із натхненників Індіани Джонса):97–8: фотограф 97–8 Івет Боруп Ендрюс; Джордж Гейлорд Сімпсон; біолог Ернст Майр; антропологи Франц Боас та Маргарет Мід; дослідник і географ Олександр Г. Райс-молодший; та орнітолог Роберт Кушман Мерфі. Дж. П. Морган також був серед відомих благодійників музею.

## Зали ссавців

### Ссавці Старого Світу

#### Еклі-зал африканських ссавців

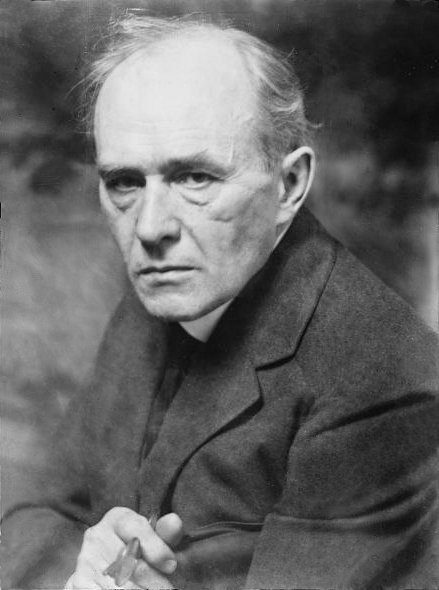
Зал африканських ссавців Еклі названий на честь Карла Аклі.

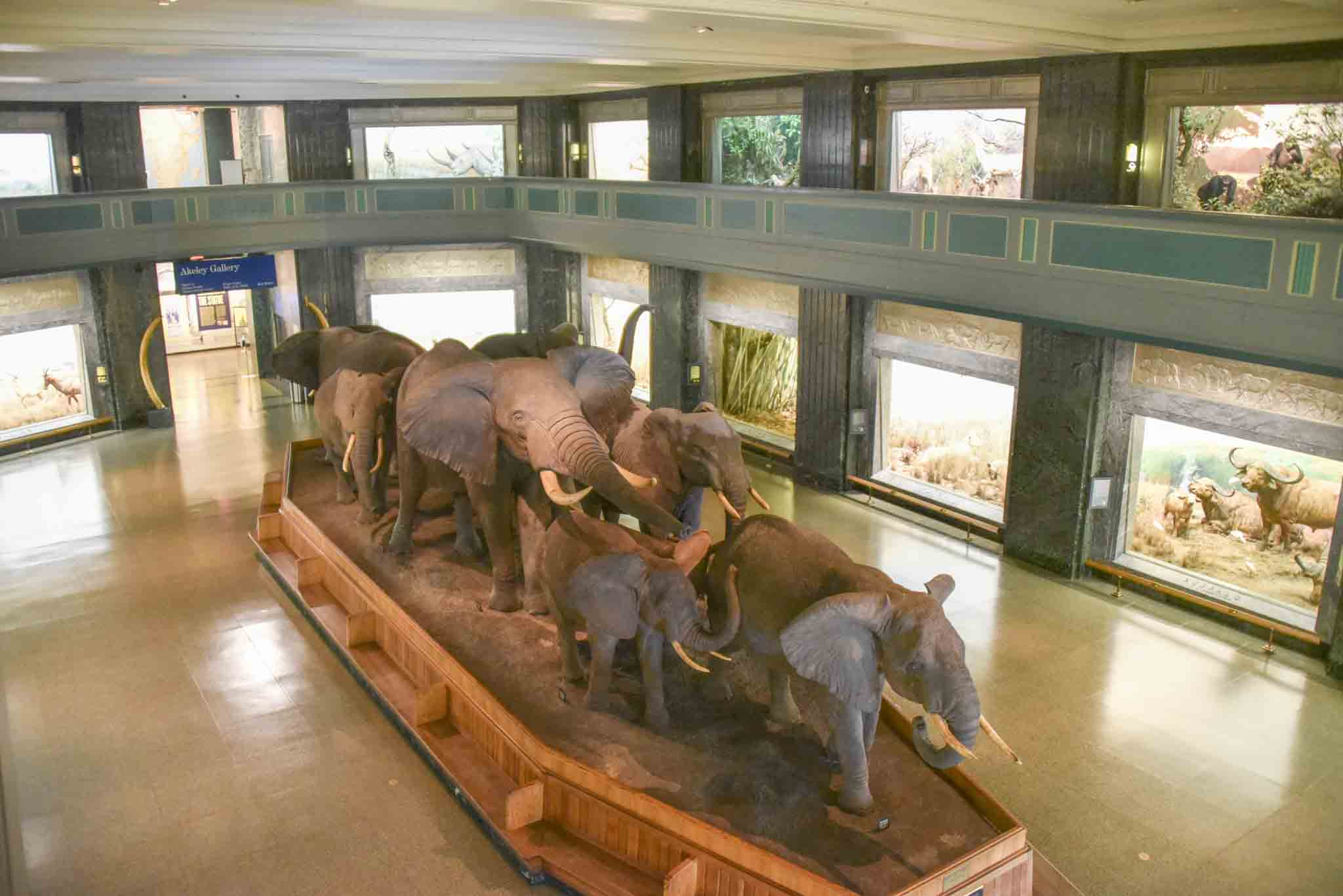
Аклі Холл

Названий на честь таксидерміста Карла Аклі, зал африканських ссавців Еклі — це двоповерховий зал безпосередньо за ротондою Теодора Рузвельта. Її 28 діорам детально зображують широкий спектр екосистем, знайдених в Африці, та ендемічних для них ссавців. Центральним елементом залу є зграя з восьми африканських слонів у характерному «стривоженому» формуванні. Хоча ссавці, як правило, є основною особливістю діорам, іноді також трапляються птахи та флора регіонів. За 80 років з моменту створення Еклі-залу, багато видів, що знаходяться всередині, опинились під загрозою зникнення, деякі з них критично важливі. Попри це, жоден з видів ще не зник, частково завдяки роботі самого Карла Еклі (див. Національний парк Вірунга). Зал з'єднується із Залом африканських народів.

##### Історія
Зал африканських ссавців був вперше запропонований музею Карлом Еклі близько 1909 року. Його оригінальна концепція містила сорок діорам, які представляли би пейзажі, що швидко зникають та тварин Африки. Намір полягав у тому, що відвідувач залу «може бачити ілюзію, в гіршому випадку, передачу серії фотографій первісної Африки, а в кращому випадку на хвилинку може подумати, що він переступив 8000 км через океан в саму Африку». Пропозиція Еклі вразила як опікунську раду, так і тодішнього президента музею Генрі Фейрфілда Осборна. Щоб заохотити фінансування Даніель Померой, довірений музею та партнер JP Morgan, запропонував зацікавленим інвесторам можливість супроводжувати експедиції музею в Африці в обмін на фінансування.

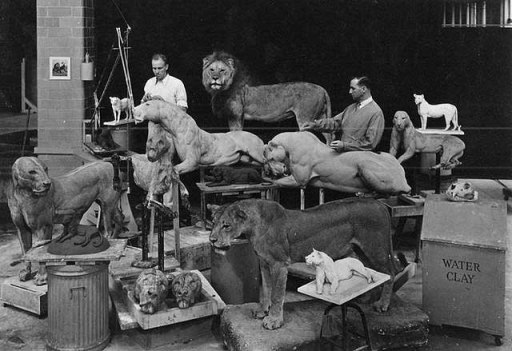
Carl Akeley mounts specimens for the «Lions» diorama

Аклі почав збирати зразки для зали ще в 1909 році, знаменито зіткнувшись з Теодором Рузвельтом у розпал африканської експедиції Смітсоніана-Рузвельта. У цих ранніх експедиціях Еклі супроводжував його колишній учень Джеймс Л. Кларк та художник Вільям Р. Лі.

Коли Еклі повернувся до Африки, щоб зібрати горил для першої діорами залу, Кларк залишився позаду і розпочав чистку, щоб художники створили тло. Можлива поява перших груп середовищ існування мала б величезний вплив на музей. Уміла таксидермія Еклі та Кларка в поєднанні з фонами, намальованими під керівництвом Лі, створила ілюзію життя цих тварин, завдяки чому інші експонати музею здаються порівняно нудними (оригінальний стиль виставки музею все ще можна побачити на невеликій площі, присвяченій птахам і тваринам Нью-Йорка). Плани щодо інших залів діорами швидко з'явилися, в 1929 р. «Птахи світу», Зал північноамериканських ссавців, Зал Верне північно-східних Азійських ссавців та Зал океанічного життя були на стадії планування або будівництва.

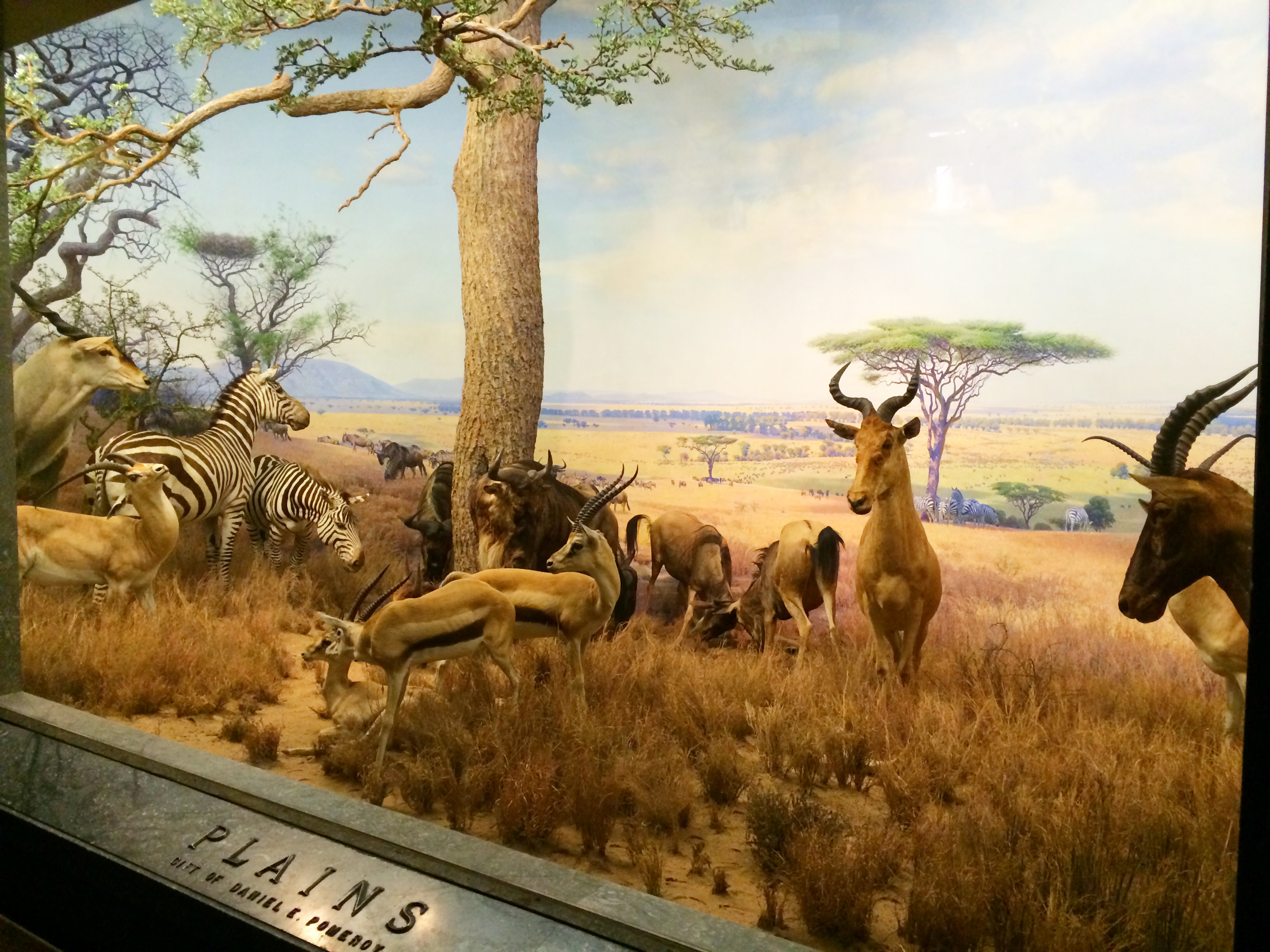
Діорама «Рівнини» в Аклі Холл

Після несподіваної смерті Еклі під час експедиції Істмена-Поммероя в 1926 році відповідальність за добудову залу лягла на Джеймса Л. Кларка. Попри те, що перешкодило настання Великої депресії в 1929 році, пристрасть Кларка до Африки та відданість своєму колишньому наставнику відіграли важливу роль у підтримці проєкту. 1933 року Кларк найняв художника-архітектора Джеймса Перрі Вілсона, щоб допомогти Лі у розписі фонів. Більш технічно налаштований, ніж Лі, Вілсон зробив би багато вдосконалень у техніках Лі, включаючи цілий ряд методів, щоб мінімізувати спотворення, спричинені кривими стінами діорам.

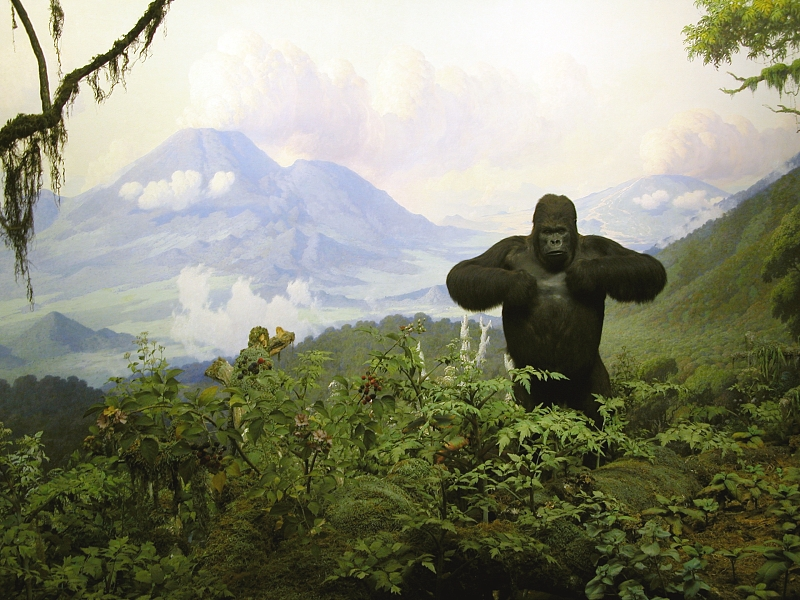
Діорама горили в залі Аклі Африканських ссавців

У 1936 році Вільям Дюрант Кемпбелл, багатий член правління мав бажання побачити Африку, запропонував фінансування кількох діорам, якщо отримає дозвіл самостійно отримати зразки. Кларк погодився на цю домовленість і незабаром після того, як Кемпбелл пішов збирати зразки окапі та чорного носорога у супроводі художника Роберта Кейна. Кемпбелл був задіяний у кількох експедиціях. Попри невдачі, включаючи малярію, повені, втручання іноземних урядів і навіть затоплення човна, ці експедиції змогли придбати деякі найбільш вражаючі зразки Залу Еклі. Повернувшись до музею, Кейн приєднався до Лей та Вілсона разом із ще кількома художниками у добудові решти діорам залу. Хоча будівництво залу було завершено в 1936 році, діорами поступово відкривалися між серединою 1920-х та початком 1940-х років.

#### Зал азіатських ссавців

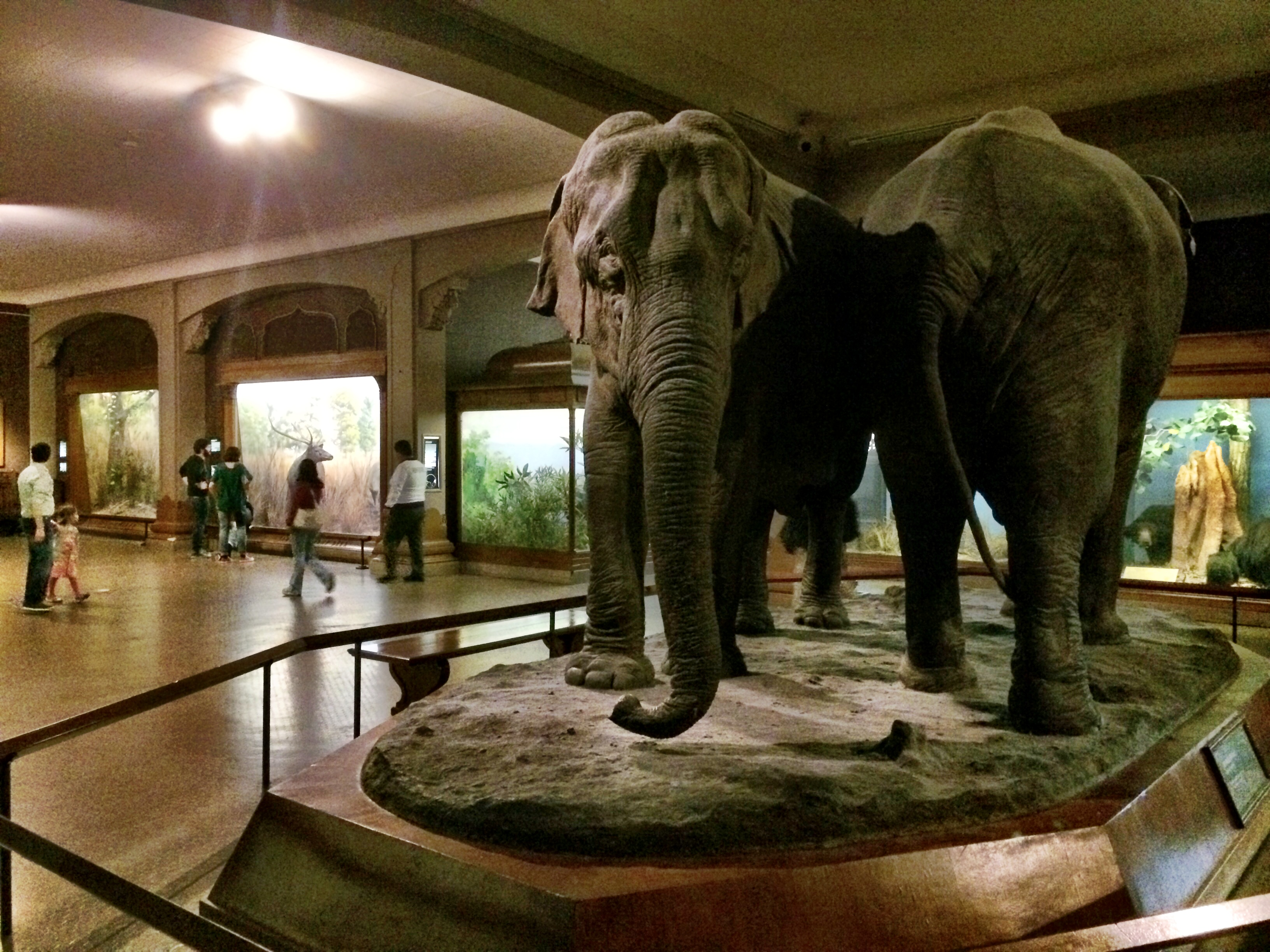
Зал азіатських ссавців Верне-Фаунторпа

Зал азіатських ссавців, який іноді називають Залом ім. Верне-Фаунторпа, є одноповерховим залом прямо ліворуч від ротонди Теодора Рузвельта. Він містить 8 повних діорам, 4 часткові діорами та 6 груп середовищ існування ссавців та населених пунктів з Індії, Непалу, Бірми та Малайзії. Зал відкрився в 1930 році і, подібно до залу Еклі, зосереджений навколо 2 індійських слонів. У якийсь момент велика панда та амурський тигр також були частиною колекції Залу, спочатку передбачалася бути частиною сусіднього Залу північноазіатських ссавців (запланованого в теперішньому місці Стаут-Голу азіатських народів). Наразі ці зразки можна побачити в залі біорізноманіття.

##### Історія

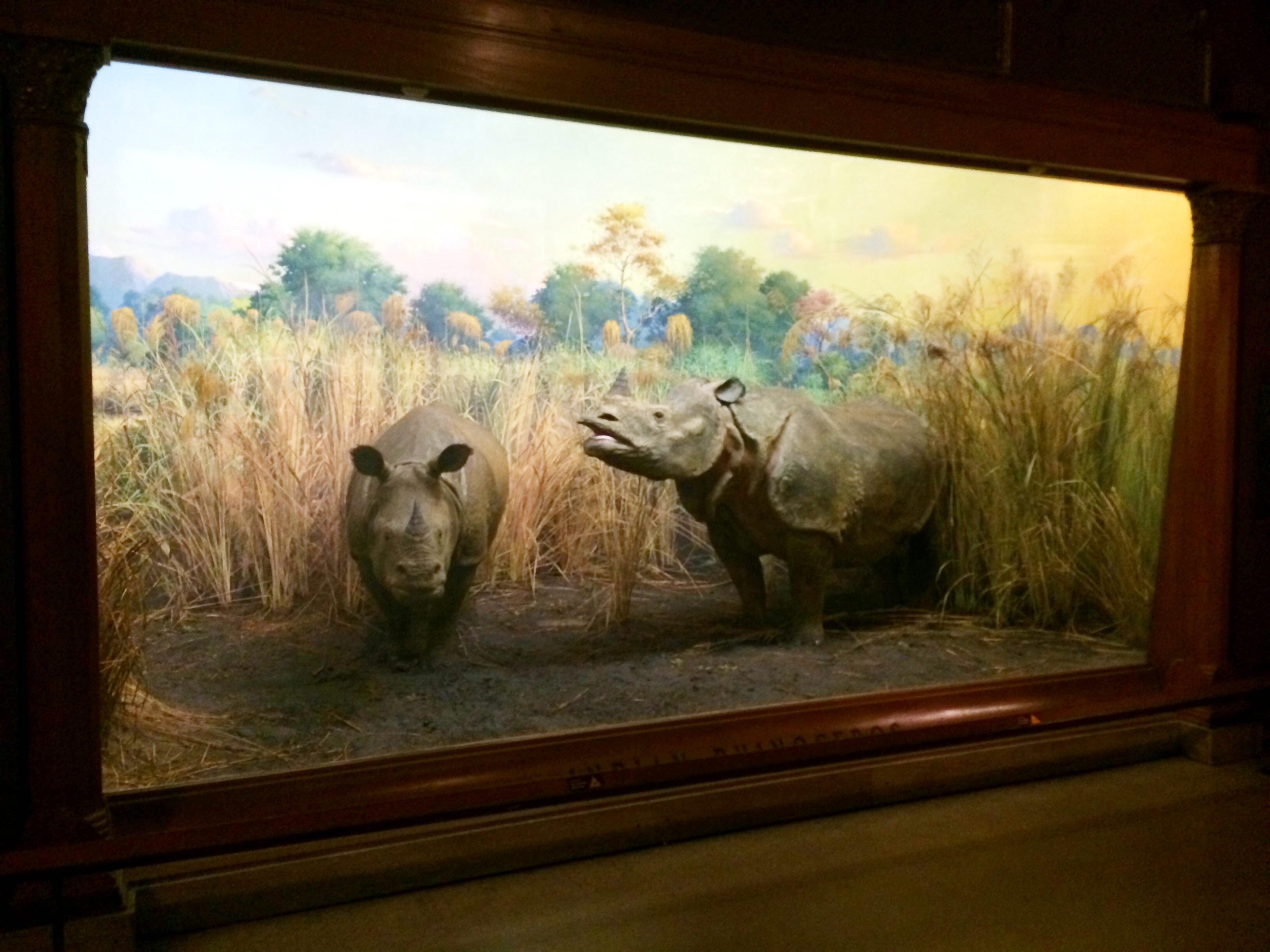
Індійська діорама носорога у залі Верне-Фанторп

Зразки для Залу азіатських ссавців збирали протягом шести експедицій під керівництвом Артура С. Верне та полковника Джона Фаунторпа (як зазначають стилізовані таблички на обох входах). Експедиції фінансував повністю Вернай, британець, що торгував в нью-йоркську антикваріатом. Він схарактеризував ці витрати як данину Великій Британії за участь американців у Першій світовій війні.
Перша експедиція Верней-Фаунторп відбулася в 1922 році. У той час багато тварин, яких Верне шукав, такі як суматранський носоріг та азійський лев, були вже рідкісними і перед можливістю вимирання. Щоб придбати ці екземпляри, Верне довелося б звертатись із багатьма зверненнями до регіональної влади, щоб отримати дозволи на полювання. Відносини, які він зав'яже в цей час, допоможуть майбутнім експедиціям, пов'язаним з музеями, які очолюватиме Верне, отримати доступ до районів, раніше обмежених для іноземних відвідувачів. Художник Кларенс К. Розенкранц супроводжував експедиції Верне-Фаунторпа як польовий художник, а згодом намалював більшість фонів діорами в залі. Ці експедиції також були добре задокументовані як у фото, так і у відео, з достатньою кількістю кадрів першої експедиції для створення повнометражного фільму «Мисливські тигри в Індії» (1929).

### Ссавці Нового Світу

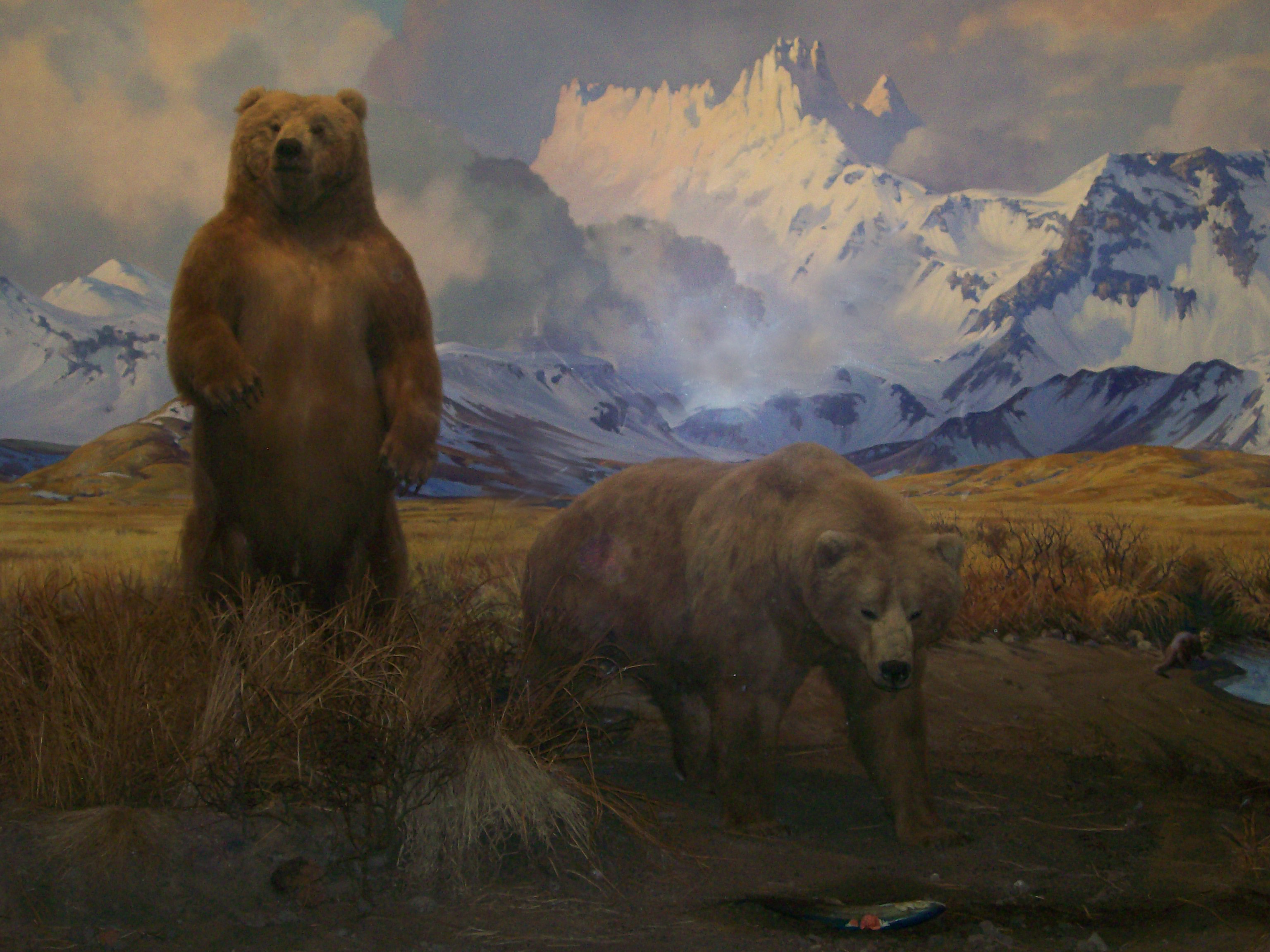
Два бурі ведмеді на півострові Аляска в АМНХ

#### Сімейний зал північноамериканських ссавців (Бернарда)

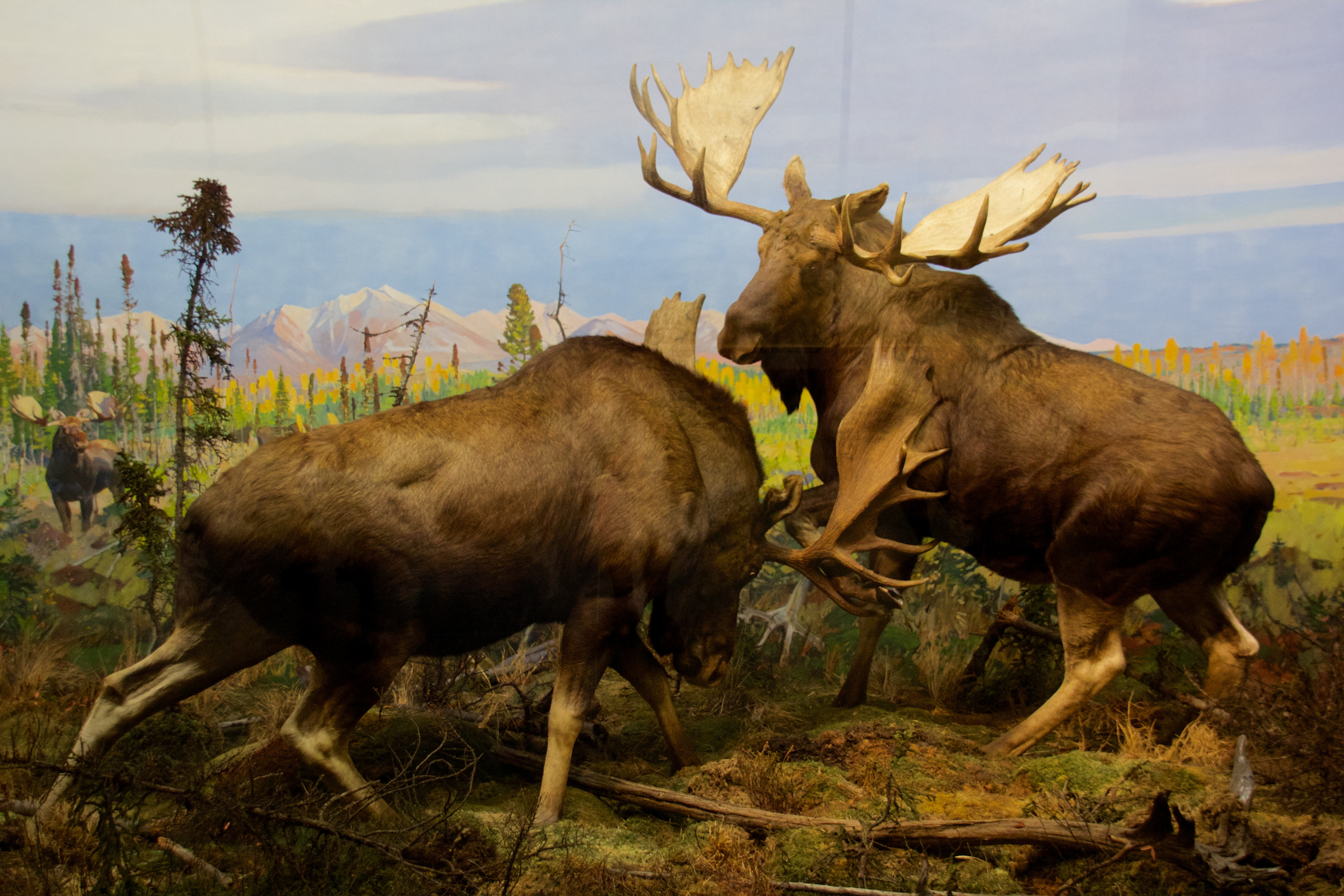
Аляска лося діорама в залі північноамериканських ссавців

У залі північноамериканських ссавців розміщено 43 діорами різних ссавців американського континенту, на північ від тропічної Мексики. Кожне місце діорами зосереджується на певному виді, починаючи від найбільшої мегафауни і закінчуючи меншими гризунами та хижаками. До відомих діорам належать бурі ведмеді з аляски, які дивляться на лосося після того, як вони відлякували видру, пару вовків, пару сонорських ягуарів та бичачого лося (теж з аляски).

#### Історія
Зал північноамериканських ссавців відкрився в 1942 році лише десятьма діорамами, включаючи більших північноамериканських ссавців. 1948 року була встановлена вовча діорама, але подальший прогрес у залі був зупинений внаслідок Другої світової війни. Після війни в 1954 році зал припинили добудовувати. Відтоді зал залишався майже таким самим, і більшість кріплень вивітрювались та вибілювались. Масовий проєкт реставрації розпочався наприкінці 2011 року завдяки великій пожертві Джилл та Льюїса Бернардів. Таксидермісти були залучені для очищення кріплень і шкур, а художники відновили фони діорами. У жовтні 2012 року зал був знову відкритий як Зал Бернарда північноамериканських ссавців і включав науково оновлені вивіски для кожної діорами.

#### Зал дрібних ссавців
Зал дрібних ссавців є відгалуженням сімейного залу Бернардів північноамериканських ссавців. Є кілька невеликих діорам із зображенням дрібних ссавців, знайдених по всій Північній Америці, включаючи Pecari tajacu, Sciurus aberti та росомаху.

## Зали птахів, плазунів та амфібій

### Санфордський зал північноамериканських птахів

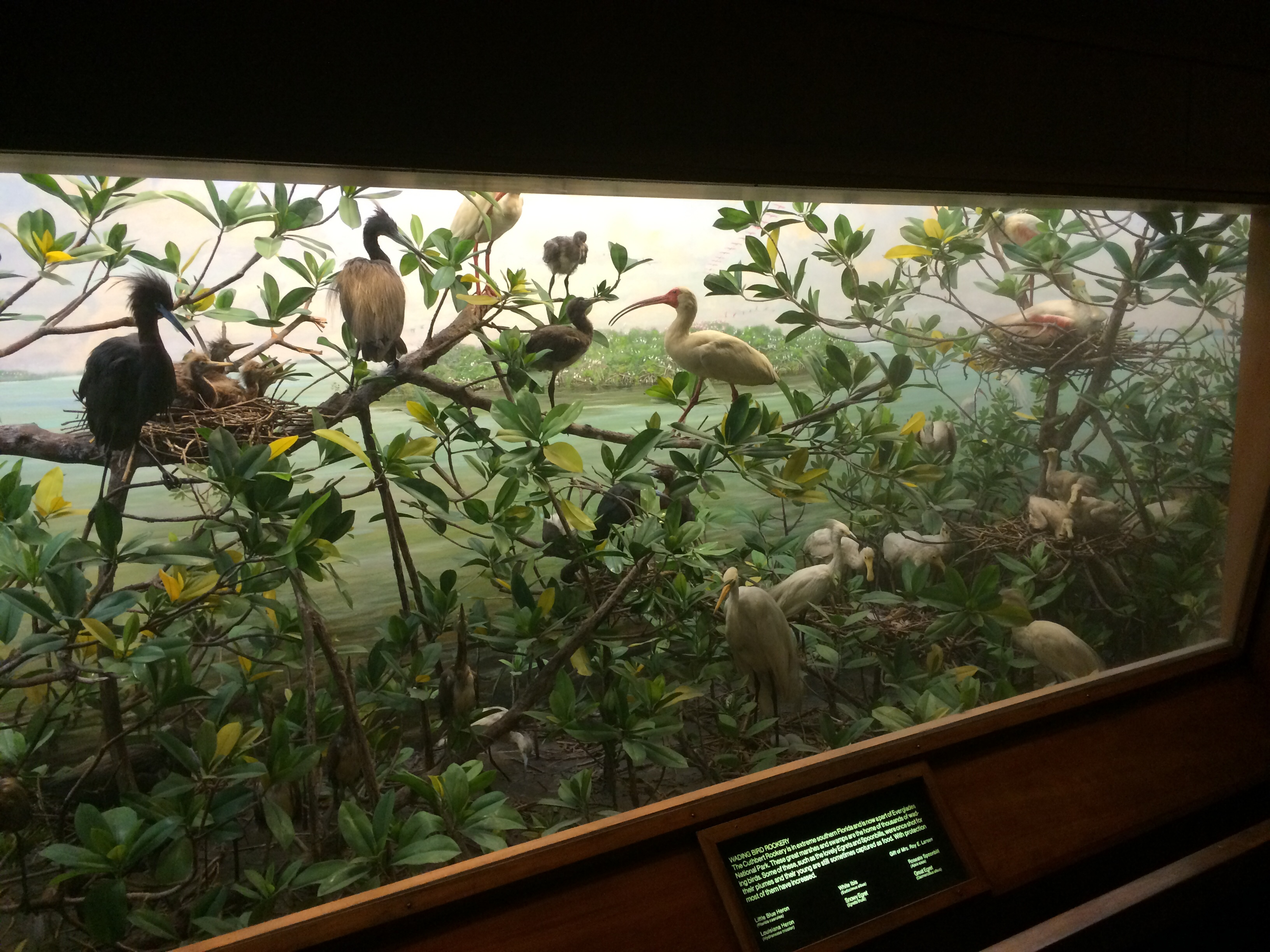
Діорама Катберта Рукері містить багато птахів, які колись знаходились під загрозою полювання на шлейф

Санфордський зал північноамериканських птахів — являє собою одноповерховий зал на третьому поверсі музею, над Залом африканських народів, між залом приматів та другим рівнем Аклі. На його 25 діорамах зображені птахи з усієї Північної Америки в їх рідних місцях проживання. Відкрившись в 1909 році, діорами в Санфордському залі були першими, що були виставлені в музеї, і на сьогоднішній день є найстарішими. У кінці залу — дві великі фрески орнітолога та художника Луїса Аґасіса Фуертеса. Окрім перелічених нижче видів, у залі також є вітрини, присвячені великим колекціям плетенок, сов та хижаків.

#### Історія

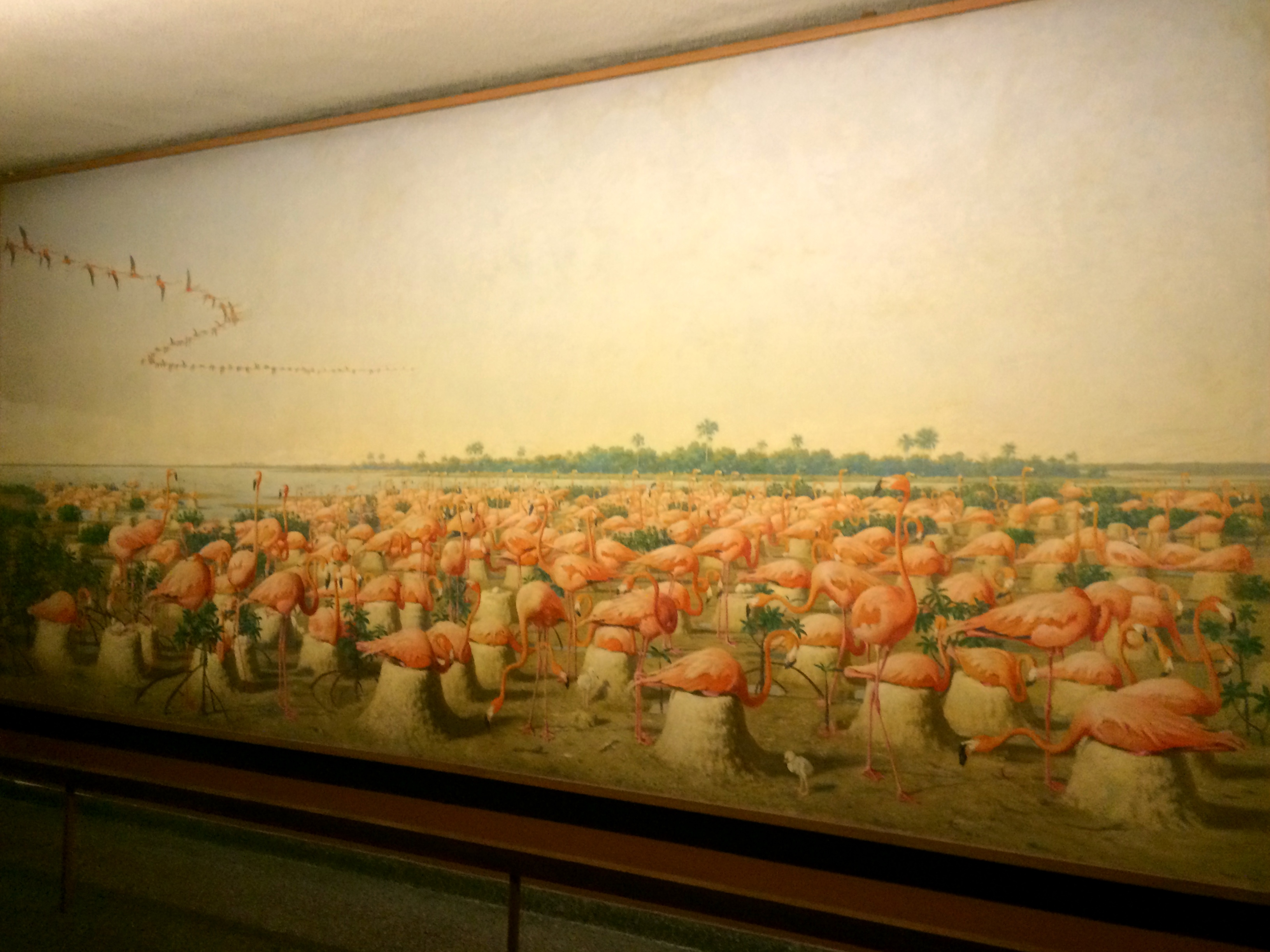
Настінна розпис місць гніздування фламінго Луїсом Агасісом Фуертесом.

Задуманий музейним орнітологом Френком Чепменом, будівництво діорам для Залу північноамериканських птахів розпочалося ще в 1902 році. Зал названий на честь друга та орнітолога-любителя Чепмена Леонарда С. Санфорда, який частково фінансував зал, а також пожертвував повністю його власну колекцію зразків птахів до музею.

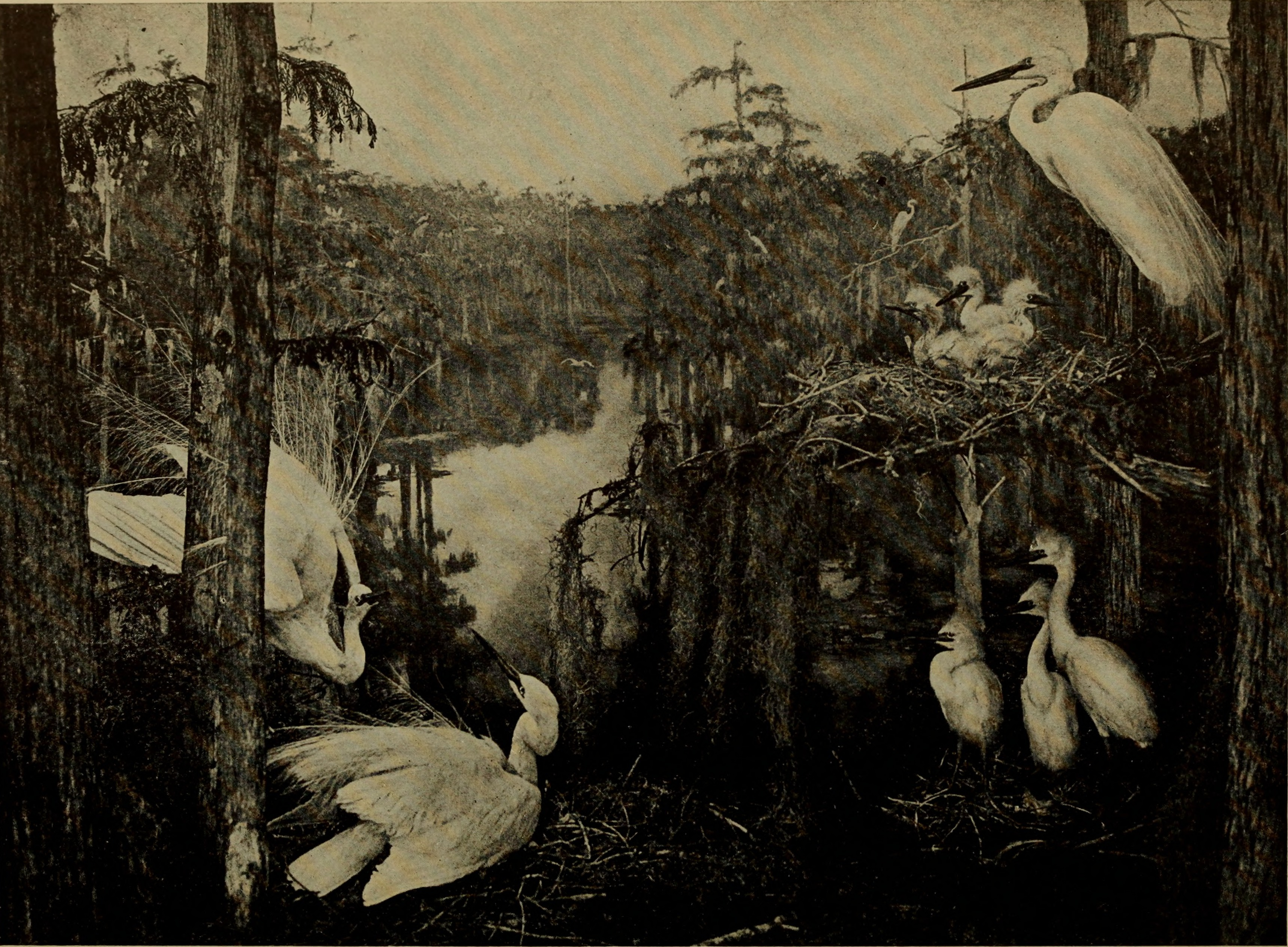
Велика чапля діорама, бл. 1901 р

Хоча Чепмен не був першим, хто створив музейні діорами, він відповідав за багато нововведень, які розділили б і врешті визначили діорами в Американському музеї. У той час як в інших діорамах того періоду, як правило, були представлені загальні декорації, Чепмен був першим, хто привів художників у поле з надією зловити конкретне місце та час. На відміну від драматичних сцен, створених пізніше Карлом Еклі для Африканського залу, Чепмен хотів, щоб його діорами викликали науковий реалізм, врешті-решт слугуючи історичним записом середовищ існування та видів, що мають велику ймовірність зникнення.
На час будівництва Санфорд-Голу полювання за пір'ям для торгівлі молочними копалинами привело багато прибережних видів птахів до межі зникнення, особливо чепуру велику. Френк Чепмен був ключовою фігурою в природоохоронному русі, що виник в цей час. Його діорами були створені з метою продовжити цю природоохоронну справу, даючи відвідувачам музею короткий погляд на великі природні втрати в ім'я моди. Частково завдяки зусиллям Чепмена, як всередині музею, так і за його межами, збереження цих видів птахів було б дуже успішним, встановивши сховища, такі як Національний притулок дикої природи на острові Пелікан, і врешті-решт призвів до прийняття Закону про перелітних птахів 1918 р.

### Зал птахів світу
У цьому залі виставляються найрізноманітніші види птахів з усього світу. 12 діорам демонструють різні екосистеми в усьому світі та надають зразок різновидів птахів, які там мешкають. Прикладом діорам є Південна Джорджія, де представлені королівські пінгвіни та поморники, східноафриканські рівнини із птахами-секретарами та дрохвовими, а також австралійська глибинка із медолюбові, какаду та кукабарами.

### Меморіальний зал океанічних птахів Вітні
Цей особливий зал має складну багаторічну історію з моменту його заснування в 1953 році. Френк Чепмен та Леонард С. Санфорд, спершу як волонтери музею, створили зал для птахів тихоокеанських островів. За роки до свого заснування музей брав участь у різних експедиціях на Фіджі, Новій Зеландії та Маріанських островах (та інших місцях) для збору птахів для експозиції. Зал був розроблений як цілісна колекція діорам, включаючи кругову виставку із зображенням дивоптахових. 1998 року Консерваторія метеликів була встановлена всередині залу спочатку як тимчасовий експонат, але в міру того, як популярність виставки зростала, Зал океанічних птахів більш-менш залишався закритим музеєм.

### Зал плазунів та земноводних

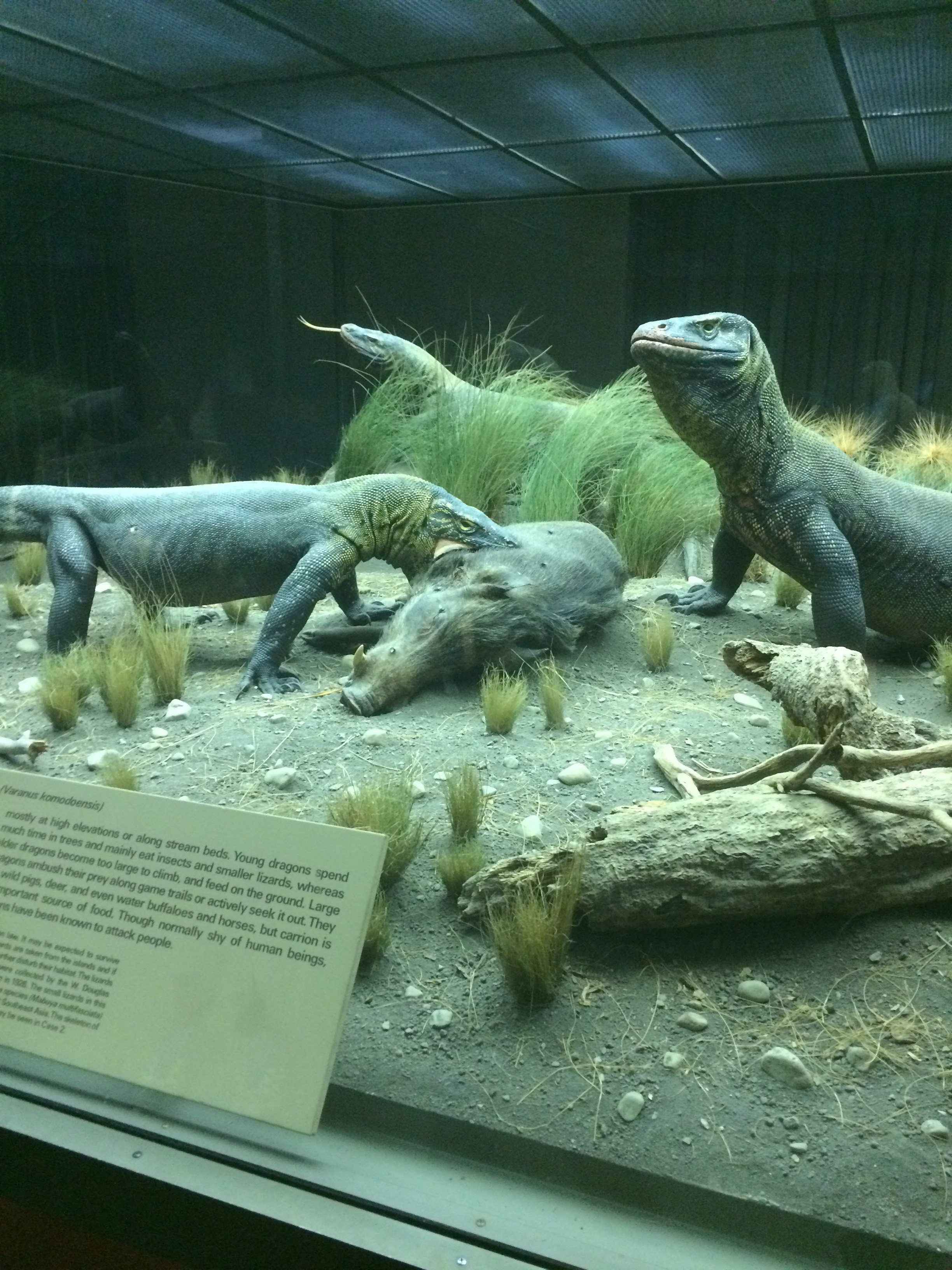
Діорама дракона Комодо із групою, яка харчується тушкою дикого кабана в залі плазунів та земноводних.

Зал рептилій та земноводних служить вступом до герпетології, де є безліч експонатів, що деталізують еволюцію, анатомію, різноманітність, розмноження та поведінку плазунів. Серед відомих експонатів — група варанів комодських, американський алігатор, Самотній Джордж, Абінгдонська слонова черепаха з острова Пінта та Дереволазові.
У 1926 р. В. Даґлас Берден, Ф. Дж. Дефосс та Еммерет Рід Данн зібрали для музею зразки дракона Комодо. Розділ Бердена «Дракон Комодо» у «Погляді на пустелю» описує експедицію, середовище існування та поведінку дракона.

## Біорізноманітні та екологічні зали

### Зал північноамериканських лісів

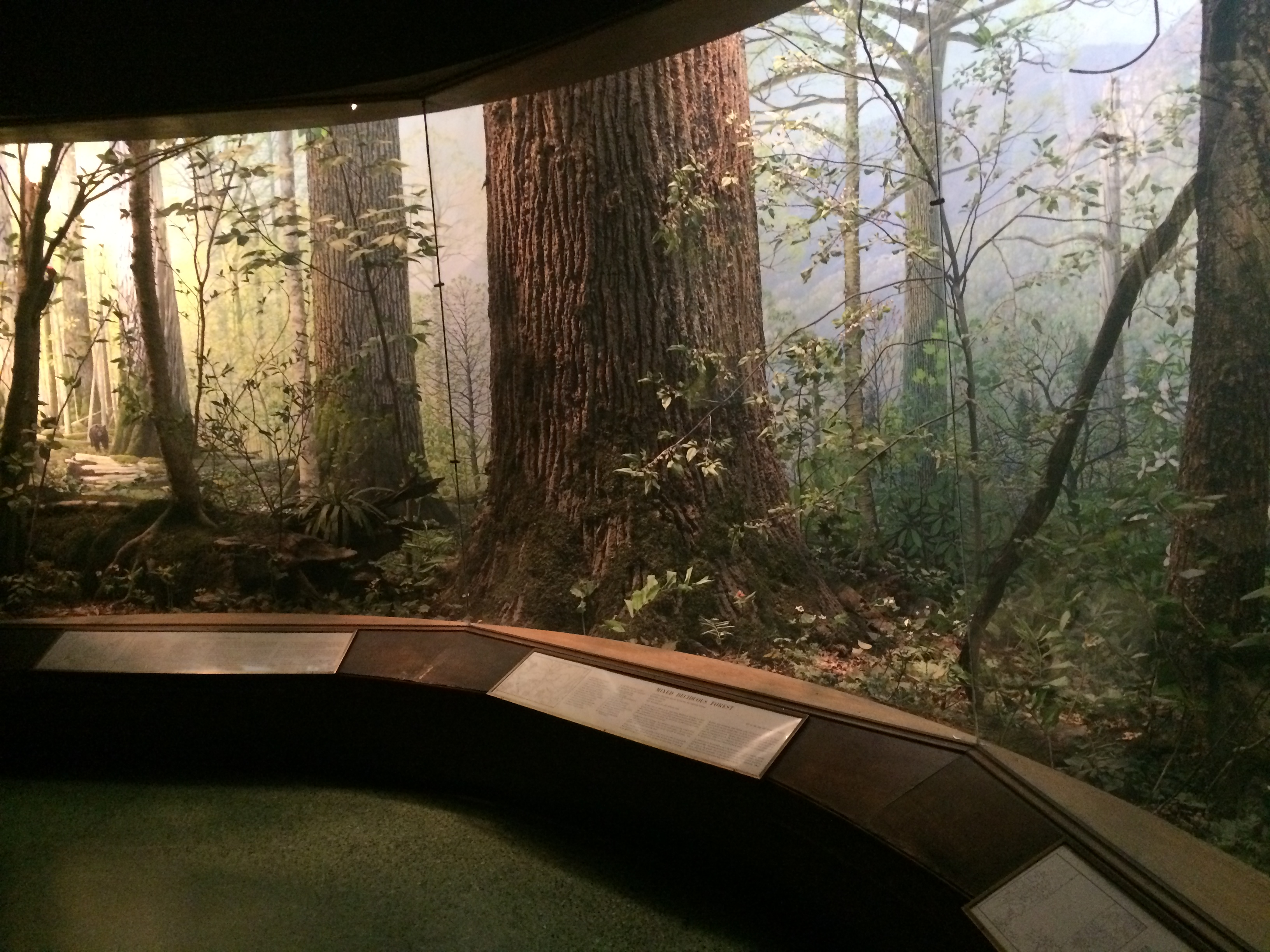
Діорама змішаних листяних лісів

Зал північноамериканських лісів — це одноповерховий зал на першому поверсі музею, між Меморіальним залом Теодора Рузвельта та Залом Варбурґа штату Нью-Йорк. Він містить десять діорам, що зображують цілий ряд типів лісів з усієї Північної Америки, а також кілька показів щодо збереження лісів та здоров'я дерев. Побудований під керівництвом відомого ботаніка Генрі К. Свенсона (який також керував створенням Варбурзького залу) і відкритий в 1959 році, кожна діорама містить як конкретне місце розташування, так і точний час року, що зображується. Дерева та рослини, представлені в діорамах, побудовані з поєднанням предметів мистецтва та фактичної кори та інших зразків, зібраних у полі. На вході в зал представлений поперечний переріз 1400-річної секвої, взятої з гаю Кінґ-Рівер на західному фланзі гір Сьєрра в 1891 році.

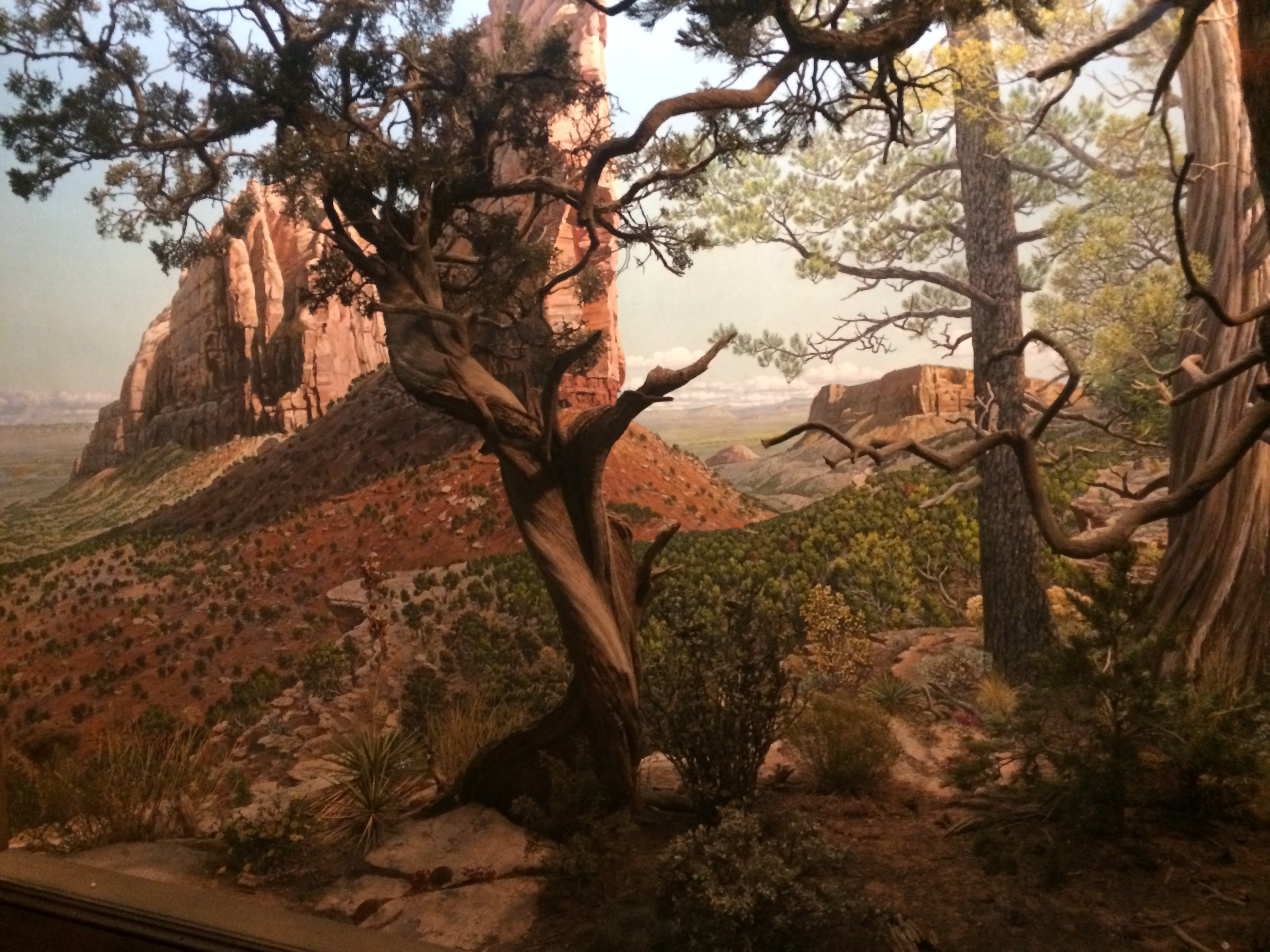
Діорама ялівцевого лісу

### Зал Ворбурґ середовища штату Нью-Йорк

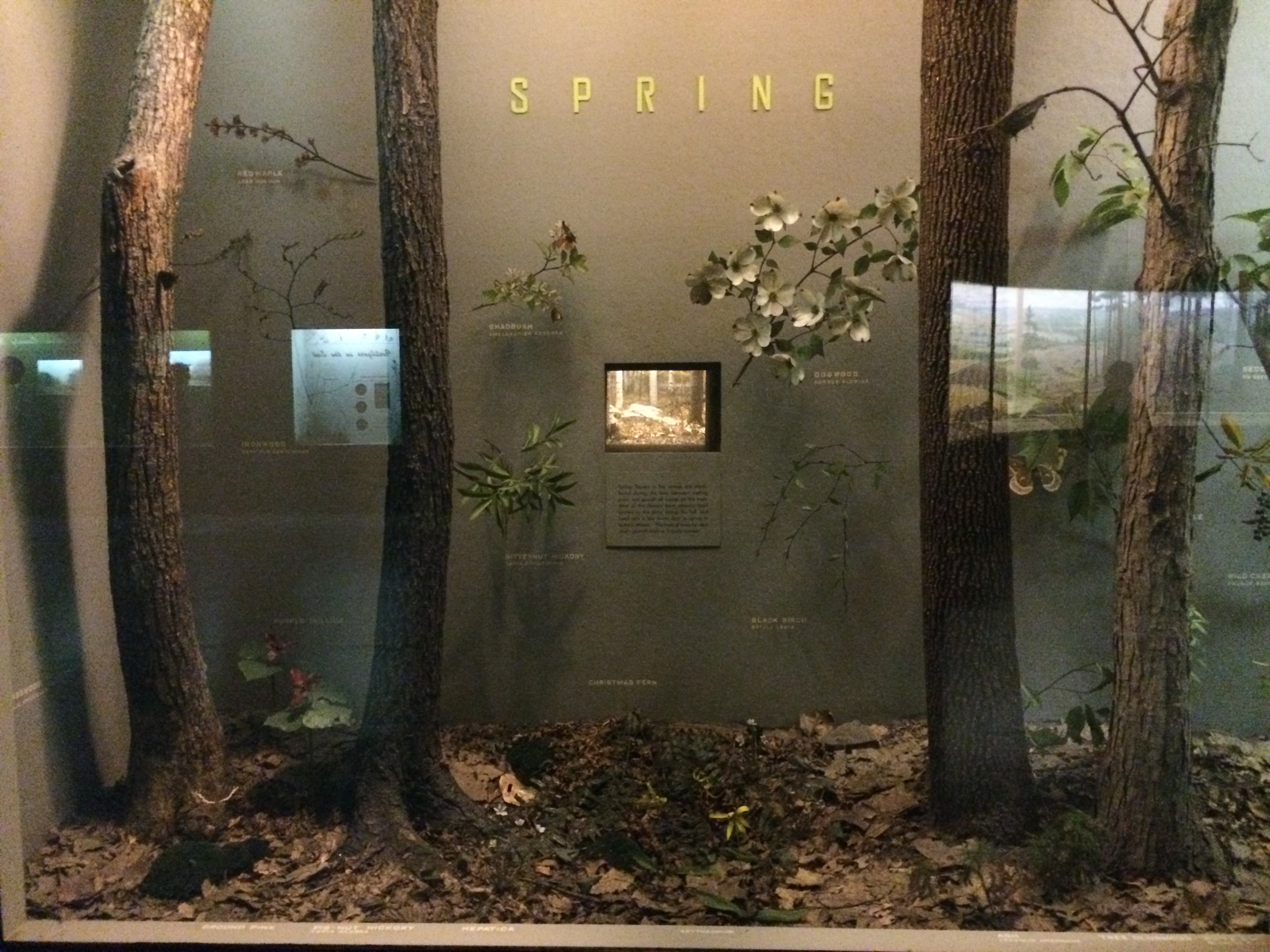
Виставка «Весна» у залі Варбург

Зал Ворбурґ середовища штату Нью-Йорк — це одноповерховий зал на першому поверсі музею між Залом північноамериканських лісів та Великим залом. Заснований на містечку Пайн-Плейнс та поблизу гори Штіссінг в окрузі Дачесс, зал дає багатогранну презентацію екосистем, характерних для Нью-Йорка. Покриті аспекти включають типи ґрунтів, сезонні зміни та вплив як людей, так і тварин на навколишнє середовище. Він названий на честь німецько-американського мецената Фелікса Варбурґа. Спочатку знаний як «Зал людини і природи», Зал Варбурґа відкрився в 1951 р. З тих пір він мало змінився, і зараз його часто розглядають за його ретро-сучасний стиль. У залі розміщено багато видів експонатів, представлених у музеї, а також один тип експозиції, унікальний для Варбурґа, який має вбудовану мініатюрну діораму за передній план видів та зразків із зображеного середовища.

### Мілштейнський зал океанського життя

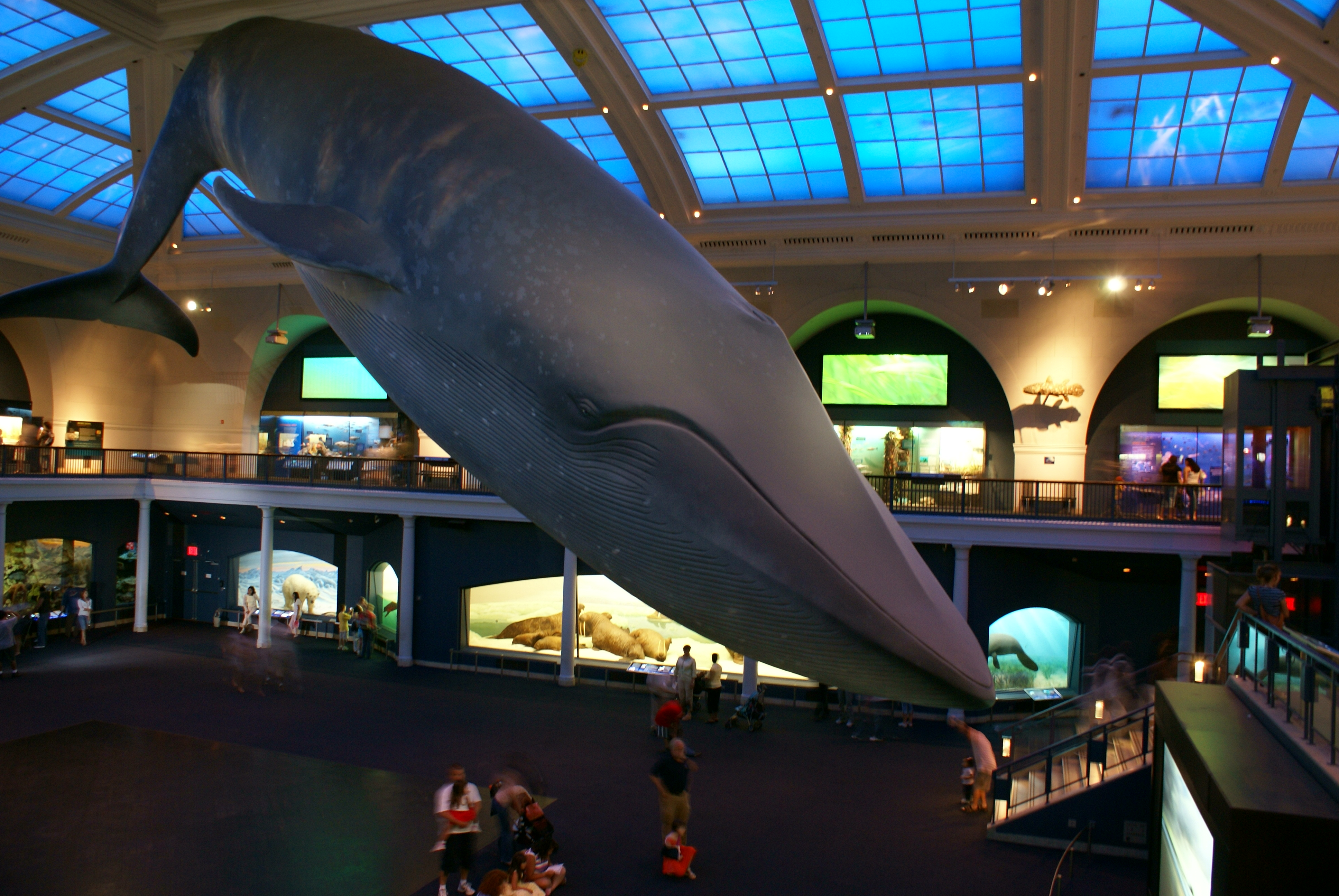
Модель блакитного кита в сімейному залі Мілштейна Ocean Life

Зал океанічного життя Мілштейна зосереджений на біології океану та ботаніці. Зал найвідоміший своєю моделлю кита синього завдовжки 94 фути (29 м), підвішеною до стелі за спинним плавцем.
На верхньому рівні залу представлений величезний спектр екосистем, наявних в океані. Діорами порівнюють і протиставляють життя в цих різних умовах, включаючи полярні моря, ліси водоростей, мангрові зарості, коралові рифи та батіаль. Він намагається показати, наскільки великими і різноманітними є океани, заохочуючи загальноприйняті теми. Нижня і, можливо, відоміша половина зали складається з декількох великих діорам великих морських організмів. Саме на цьому рівні знаходиться знаменита діорама «Кальмар і кит», зображуючи гіпотетичну боротьбу між двома істотами. Інші помітні експонати в цьому залі включають діораму коралового рифу Андрос, яка є єдиною дворівневою діорамою в Західній півкулі. Однією з найвідоміших ікон музею є модель зі склопластику в натуральну величину, розміром 94 метра (29 метрів), атлантичного синього кита. Кит був кардинально перероблений під час реконструкції 2003 року: його плавники були відрегульовані, додано пупок, і він був перефарбований з тьмяно-сірого в різні насичені відтінки синього. Верхні діорами — це менші версії екосистем, коли нижні версії набагато більші та видаються живими.

#### Історія
У 1910 році президент музею Генрі Ф. Осборн запропонував побудувати велику будівлю на південно-східному внутрішньому дворику музею, щоб розмістити новий Зал океанічного життя, в якому будуть виставлені «моделі і скелети китів». Ця пропозиція побудови на подвір'ї ознаменувала велику переоцінку оригінального архітектурного плану музею. Калверт Вокс спроєктував музейний комплекс на чотири відкриті подвір'я, щоб максимально збільшити кількість природного світла, що потрапляє в навколишні будівлі. 1969 року після реконструкції залу було більш чітко зосереджено увагу на океанічній мегафавні, щоб намалювати океан як грандіозне та захопливе місце. Ключовим компонентом ремонту стало додавання реалістичної моделі блакитного кита, яка замінила популярну модель кита зі сталевого та пап'є-маше, що висіла в залі біології ссавців. Річард Ван Ґелдер керував створенням залу в його нинішньому втіленні.
Зал був відремонтований у 2003 році, цього разу головним чином увага наділялася енвайронменталізму та охороні природи. Пол Мілштейн був бізнесовим лідером та меценатом, а Ірма Мілштейн — давня член правління Американського музею природної історії. Реконструкція 2003 року включала ремонт відомого блакитного кита, підвішеного високо над виставковою підлогою площею 19000 квадратних футів (1750 м2), та оновлення діорам 1930-х та 1960-х років. Нові дисплеї були пов'язані зі школами за допомогою технологій.

## Зали культур та походження людини

### Зали культур

#### Стаутський Зал азіатських народів
Стаутський зал азіатських народів — це одноповерховий зал на другому поверсі музею, між Залом азіатських ссавців та Птахів світу. Він названий на честь Гарднера Д. Стаута, колишнього президента музею. В першу чергу його організував доктор Вальтер А. Ферсервіс, давній музейний археолог. Відкритий у 1980 році, Стаутський зал є найбільшим антропологічним залом музею і містить артефакти, придбані музеєм між 1869 та серединою 1970-х. Багато відомих експедицій, спонсорованих музеєм, пов'язані з артефактами в залі, включаючи експедиції Роя Чепмена Ендрюса в Центральній Азії та експедицію Верне-Гопвуда Чіндвіна.
Стаутський Зал має два розділи: Стародавня Євразія, невеликий розділ, присвячений еволюції людської цивілізації в Євразії, та Традиційна Азія, набагато більший розділ, що містить культурні артефакти з усього азіатського континенту. Останній розділ організований так, щоб географічно відповідати Шовковому шляху. Як і багато виставкових залів музею, артефакти в Стаутському Залі представлені різними способами, включаючи експонати, мініатюрні діорами та п'ять повномасштабних діорам. Визначні експонати в давньоєвразійському розділі включають репродукції з археологічних пам'яток Тешик-Таш і Чатал-Гьоюк, а також копію стели Хаммурапі в повному розмірі. Розділ «Традиційна Азія» містить райони, присвячені великим азіатським країнам, таким як Японія, Китай, Тибет та Індія, а також включає величезну кількість менших азіатських племен, включаючи айнів, семаїв та якутів.

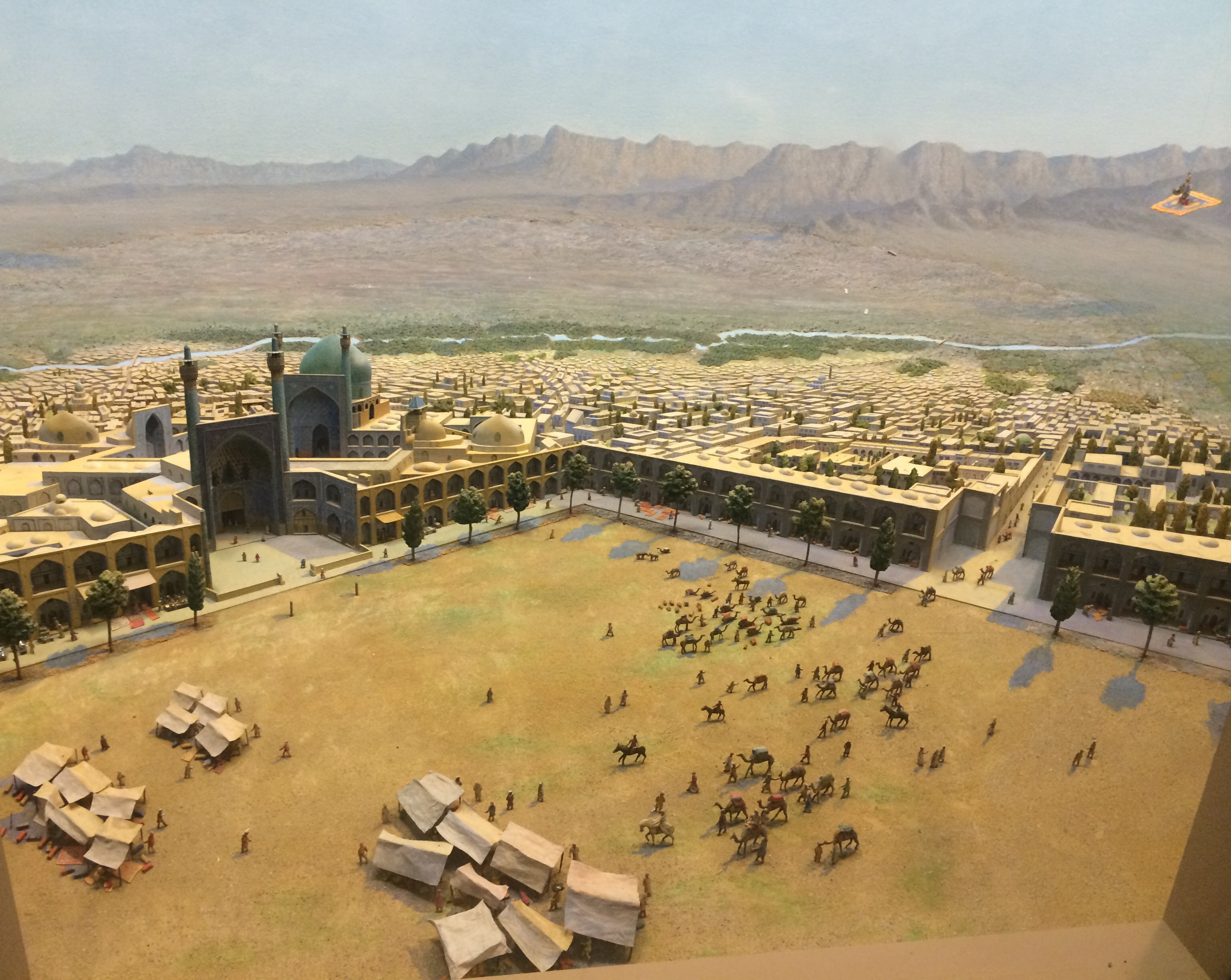
Вимушена перспектива, мініатюрна діорама Ісфахана
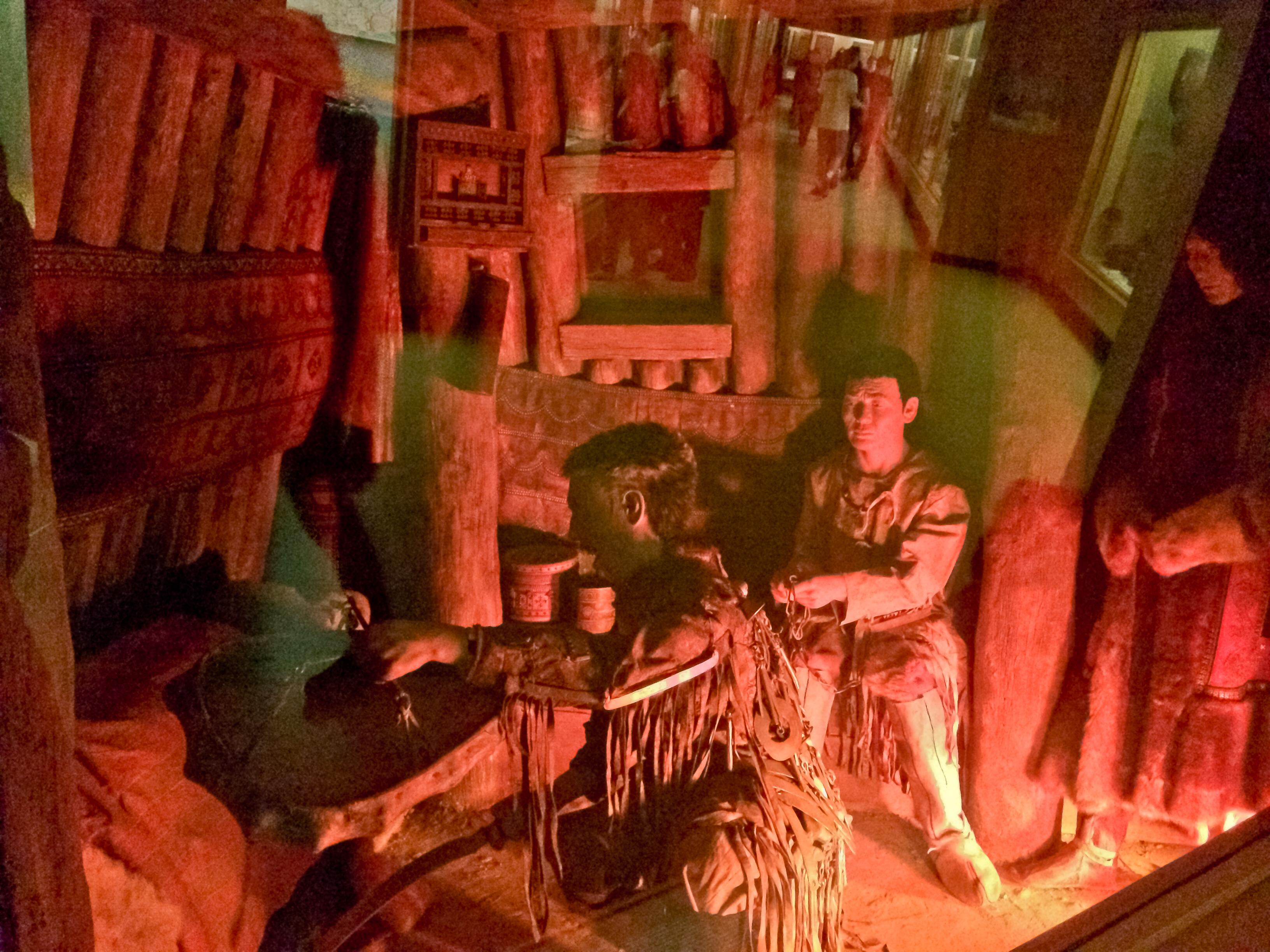
Якутський шаман проводить лікувальний обряд у цій діорамі
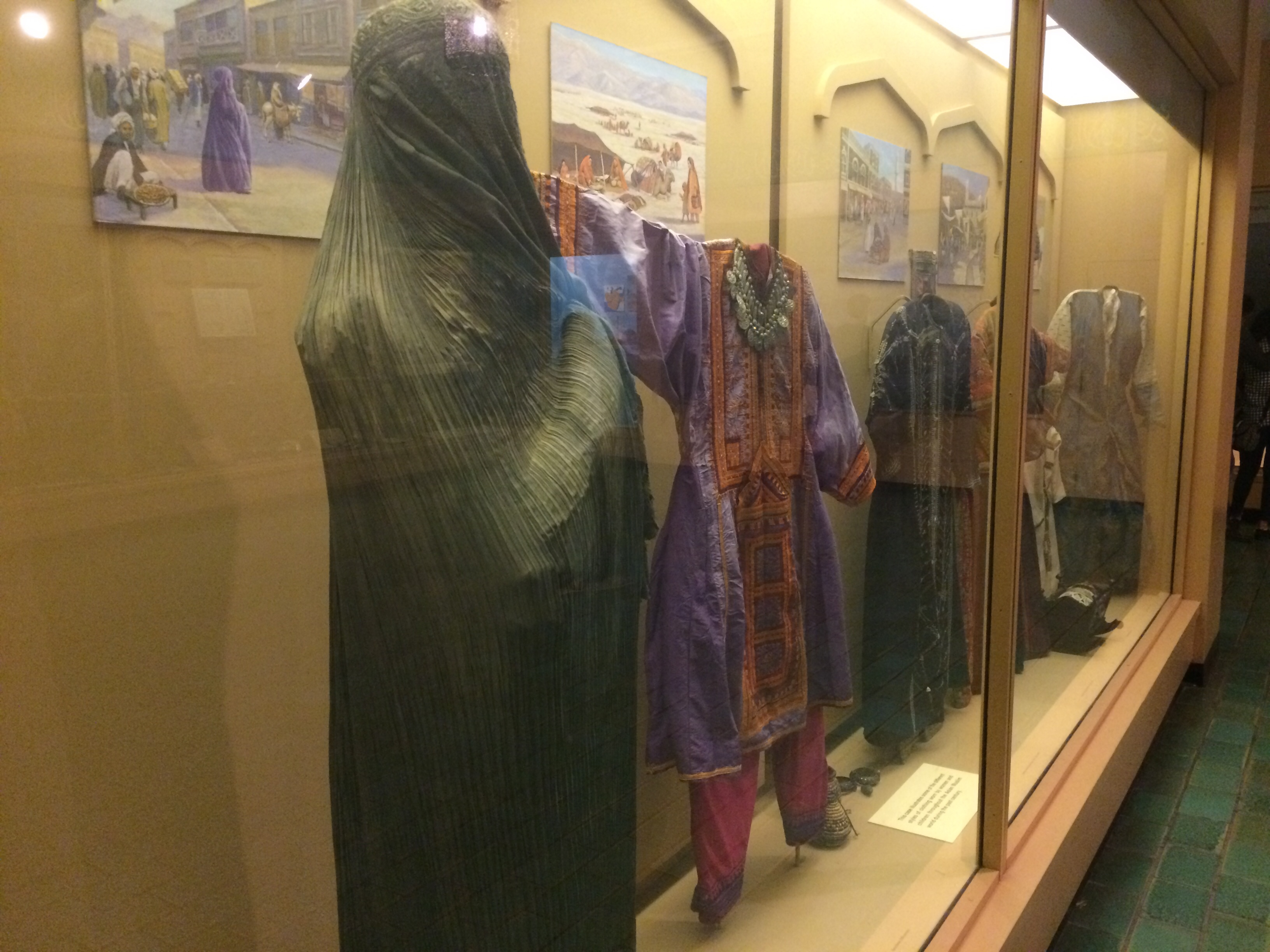
Асортимент костюмів, які носили жінки в ісламській Азії

#### Зал африканських народів

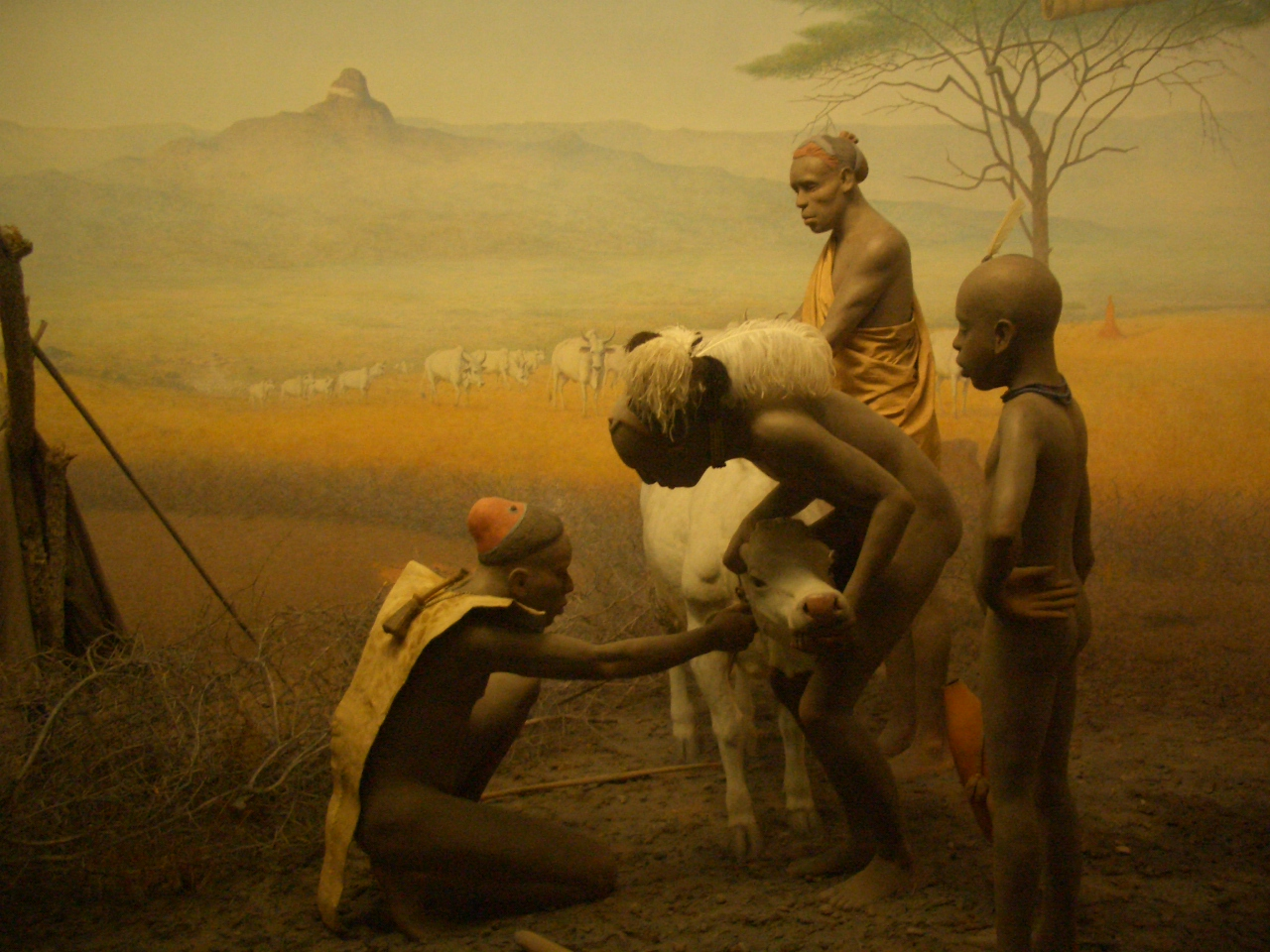
Діорама із зображенням людей Покот методів тваринництва

Зал африканських народів знаходиться позаду залу африканських ссавців Еклі і під Санфордським залом північноамериканських птахів. Він організований чотирма основними екосистемами, що знаходяться в Африці: річковою долиною, луками, рідколіссям та пустелею. У кожному розділі представлені артефакти та експонати народів, корінні в екосистемах по всій Африці. Зал містить три діорами, а помітні експонати включають велику колекцію духовних костюмів, виставлених у розділі Ліс-Ліс. Об'єднання секцій залу — це багатогранне порівняння африканських товариств, засноване на полюванні та рослинництві та тваринництві. Кожен тип суспільства представлений в історичному, політичному, духовному та екологічному контексті. Також включена невелика частина африканської діаспори, поширювана работоргівлею. Нижче наведено короткий перелік деяких представлених племен та цивілізацій:

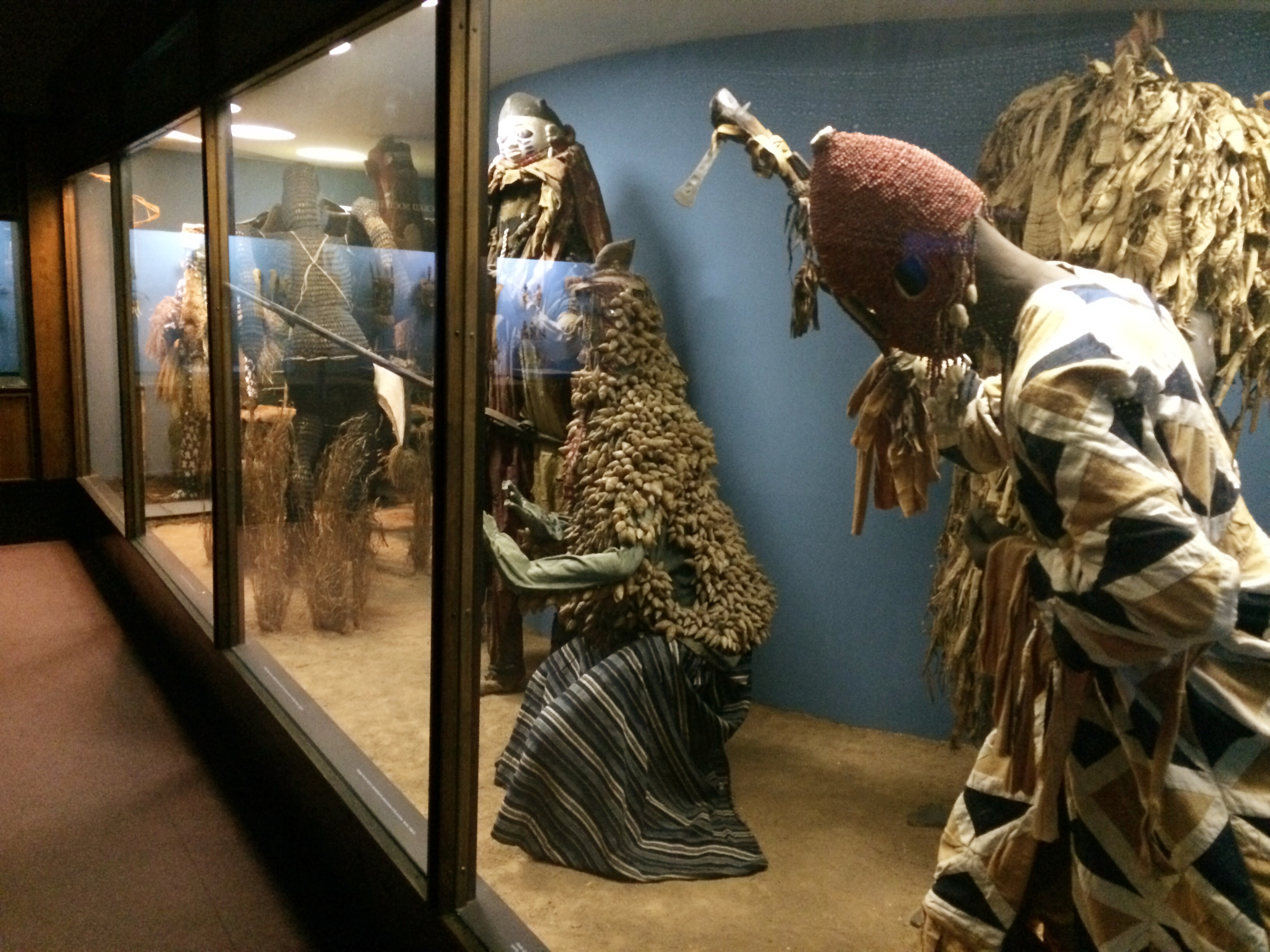
Духовні костюми від різних африканських племен

Долина річки: Стародавні єгиптяни, Нубійці, Куба, Лозі
Луки: Покот, Шиллуки, Барава
Ліси: Йоруба, Кофяр, Мбуті
Пустеля: Айт-Атта, Туареги

#### Зал Мексики та Центральної Америки

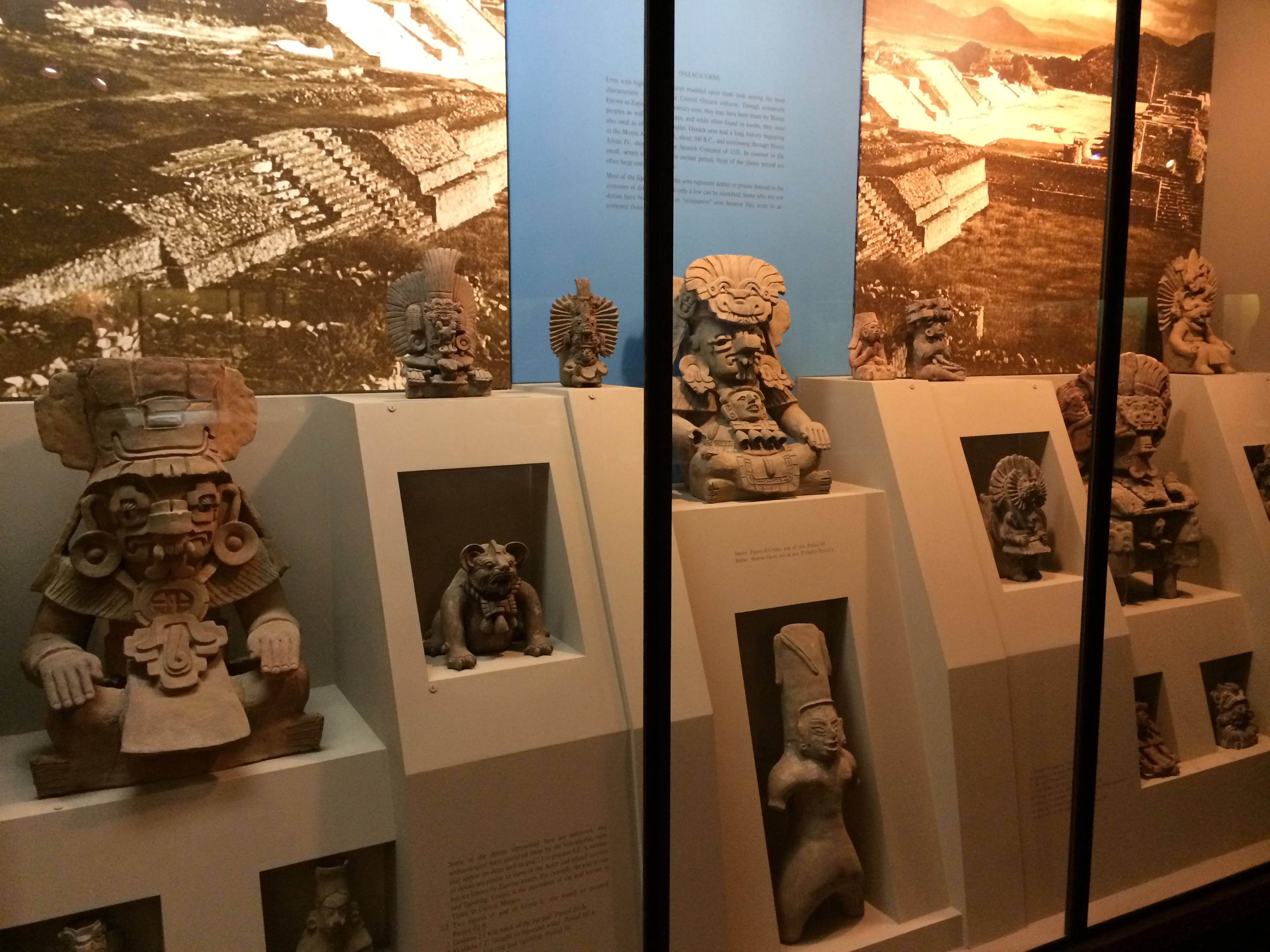
Поховальні урни сапотеків з Монте-Альбана

Зал Мексики та Центральної Америки — одноповерховий зал на другому поверсі музею, розташований за птахами Світу та перед Залом південноамериканських народів. У ньому представлені археологічні артефакти з широкого кола доколумбових цивілізацій, що колись існували в Середній Америці, включаючи мая, ольмеків, сапотеків та ацтеків. Оскільки більшість цих цивілізацій не залишили записаних творів та не мали будь-якого контакту із західною цивілізацією, головна мета залу полягає в тому, щоб зібрати всю інформацію, яку можна про них зібрати лише на основі артефактів.
Музей демонстрував доколумбові артефакти з моменту свого відкриття, одразу після відкриття цивілізацій археологами, а його перший зал був присвячений відкриттю цього предмета ще в 1899 р. У міру того як колекція музею збільшувалась, зал зазнав капітальних ремонтів у 1944 році та знову в 1970 році, коли він знову відкрився в теперішньому вигляді. Визначні експонати, що демонструються, включають сокиру Кунца та повномасштабну копію могили 104 з археологічної розкопки Монте-Албан, спочатку демонстровану на Всесвітній виставці 1939 року.

#### Індійські зали

##### Зал індіанців північно-західного узбережжя

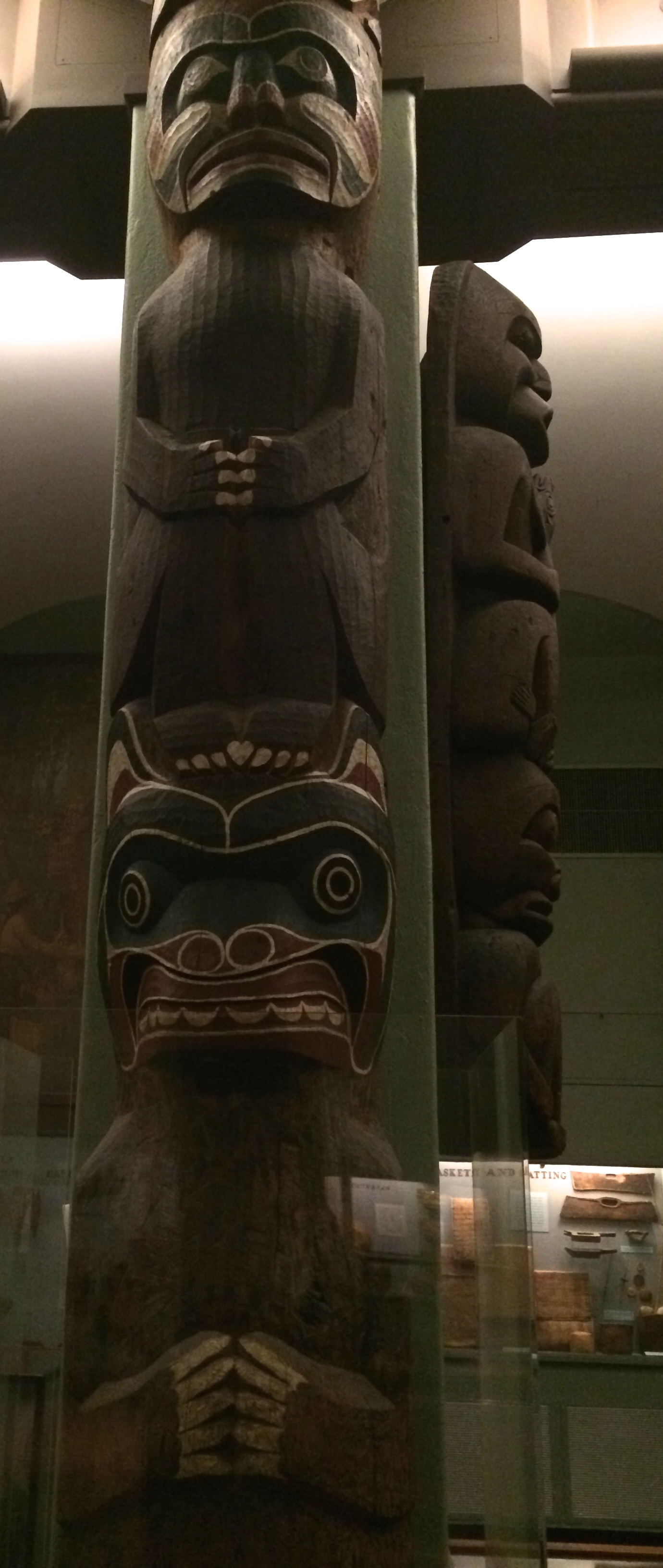
Будинкові пости Kwakwaka'wakw

Зал індіанців північно-західного узбережжя — це одноповерховий зал на першому поверсі музею за Великою галереєю та між залами Варбурґа та Шпіцера. Відкритий у 1900 році під назвою «Jesup North Pacific Hall», це нині[коли?] найстаріший виставковий зал у музеї, хоча за свою історію він зазнав чимало ремонтів. Зал містить артефакти та експонати племен культурного регіону Північно-Тихоокеанського узбережжя (Південна Аляска, Північний Вашингтон та частина Британської Колумбії). На видному місці в залі є чотири «Будинки» від нації Кваквакавак і фрески Вільяма С. Тейлора, що зображують рідне життя.

###### Історія
Артефакти в залі походять із трьох основних джерел. Найбільш раннім з них був подарунок артефактів Хайди (включаючи відоме тепер каноє Хайди Великої галереї), зібраний Джоном Веслі Павеллом і подарований Гербертом Бішопом у 1882 р. Після цього музей придбав дві колекції артефактів з Тлінкіту, Підполковник Джордж Т. Еммонс у 1888 і 1894 рр.

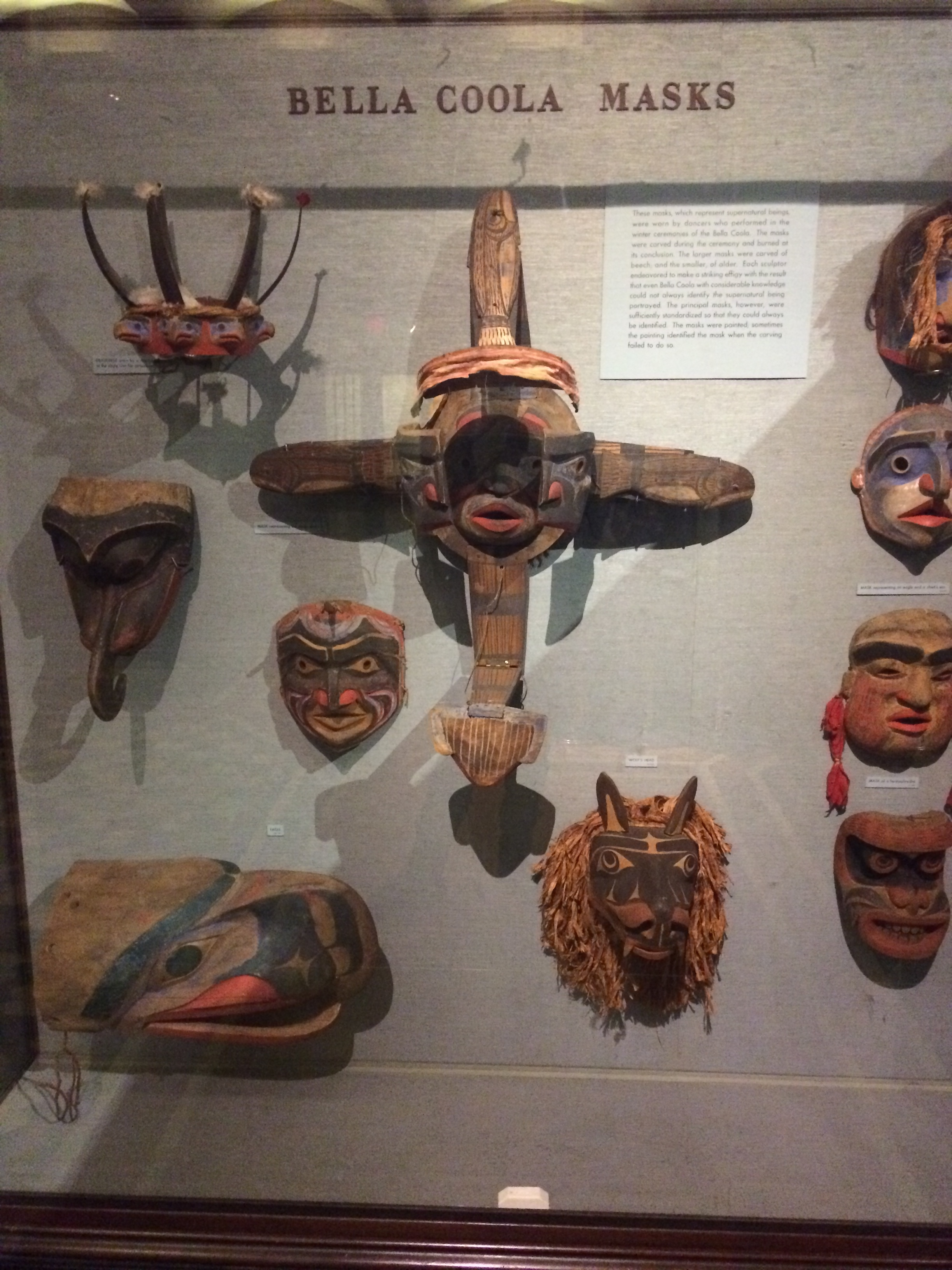
Nuxalk Masks

Решта артефактів залу були зібрані під час знаменитої експедиції в північно-тихоокеанському регіоні Єсуп між 1897 і 1902 роками. Під керівництвом впливового антрополога Франца Боаса та за фінансування президента музею Моріса Кетчума Єсупа, експедиція стала першою для Відділу антропології музею і зараз розглядається «найвища експедиція в американській антропології». Участь взяли багато відомих етнологів, у тому числі Джордж Хант, який забезпечував будинки Квакваки, що зараз стоять у залі.
На момент відкриття Зал індіанців північно-західного узбережжя був одним із чотирьох залів, присвячених корінним народам США та Канади. Спочатку він був організований у двої секціяк, перша — загальна територія, що стосувалася всіх народів регіону, а друга — спеціалізована територія, поділена за племенами. Це була суперечка для Боаса, який хотів, щоб усі артефакти в залі були пов'язані з належним племенем (подібно до того, як це організовано в даний час), що врешті призвело до розриву відносин Боаса з музеєм.
Серед інших племен, які представлені в залі, є: Прибережний Саліш, Нуу-чах-нулт (перерахований як Ноотка), Цімшиани і Нуксалк (перерахований як Белла Кула)

#### Зал рівнинних індіанців
Основний фокус цього залу — це народи Північноамериканських Великих рівнин, якими вони були в середині 19 сторіччя, включаючи зображення чорноногих, культур Хідаци та Дакоти. Особливий інтерес представляє Фолсома, відкрита в 1926 р. В Нью-Мексико, що забезпечує цінні докази ранньої колонізації Америки.

#### Зал індіанців східних лісів
Цей зал детально описує життя та технології традиційних корінних американських народів у лісових умовах Східної Північної Америки. Деякі виставлені культури включають Крі, Мохеган, Оджибве та Ірокези.

### Зали походження людини

#### Бернарда та Енн Спітцер Зал походження людини
Зал Бернарда та Енн Спітцер, який раніше був Залом біології та еволюції людини, відкрився 10 лютого 2007 р. Спочатку відомий під назвою «Зал епохи людини», на момент його первісного відкриття в 1921 році це була єдина велика виставка в США, яка представляла глибоке дослідження еволюції людини. Покази простежували історію Homo sapiens, висвітлювали шлях людської еволюції та досліджували джерела людської творчості.
Багато відомих виставок з оригінального залу все ще можна переглянути в нинішньому розширеному форматі. Сюди входять діорами натуральної величини наших попередників — австралопітеків афарських, людина працююча, неандертальці та кроманьйонці, демонструючи кожен вид, що демонструє поведінку та можливості, які, на думку вчених, їм притаманні. Також демонструються повномасштабні зліпки важливих скам'янілостей, включаючи скелет Люсі віком 3,2 мільйона років і Хлопчика з Туркани 1,7 мільйона років, а також екземпляри Homo erectus, включаючи пекінську людину.
У залі також представлені копії мистецтва льодовикової ери, знайдені в регіоні Дордонь на південному заході Франції. Вапнякове різьблення коней було зроблено майже 26 000 років тому і вважається одним із найдавніших художніх виразів людей.

## Наукові зали про Землю та планети

### Зал метеоритів Артура Росса

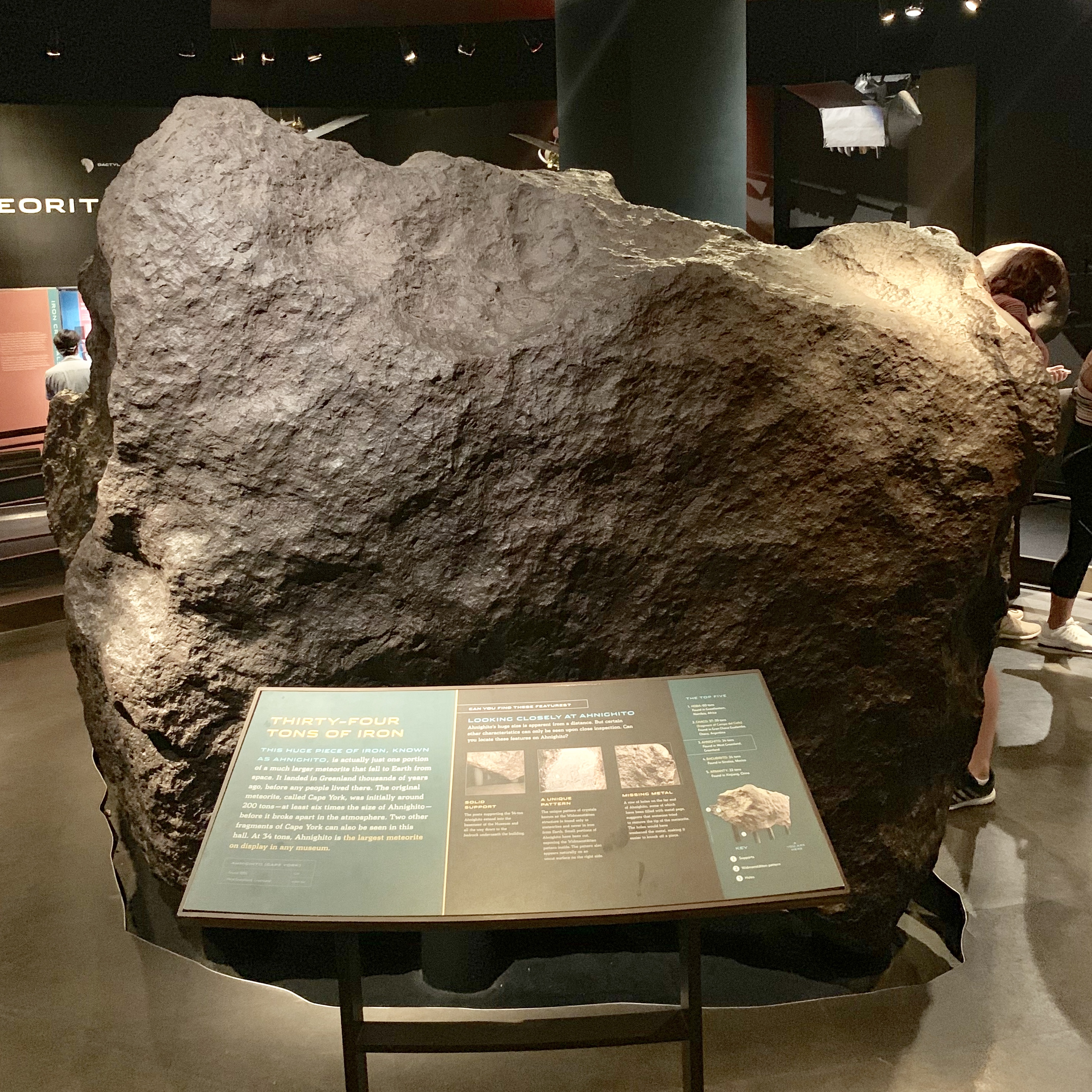
Метеорит мису Йорк

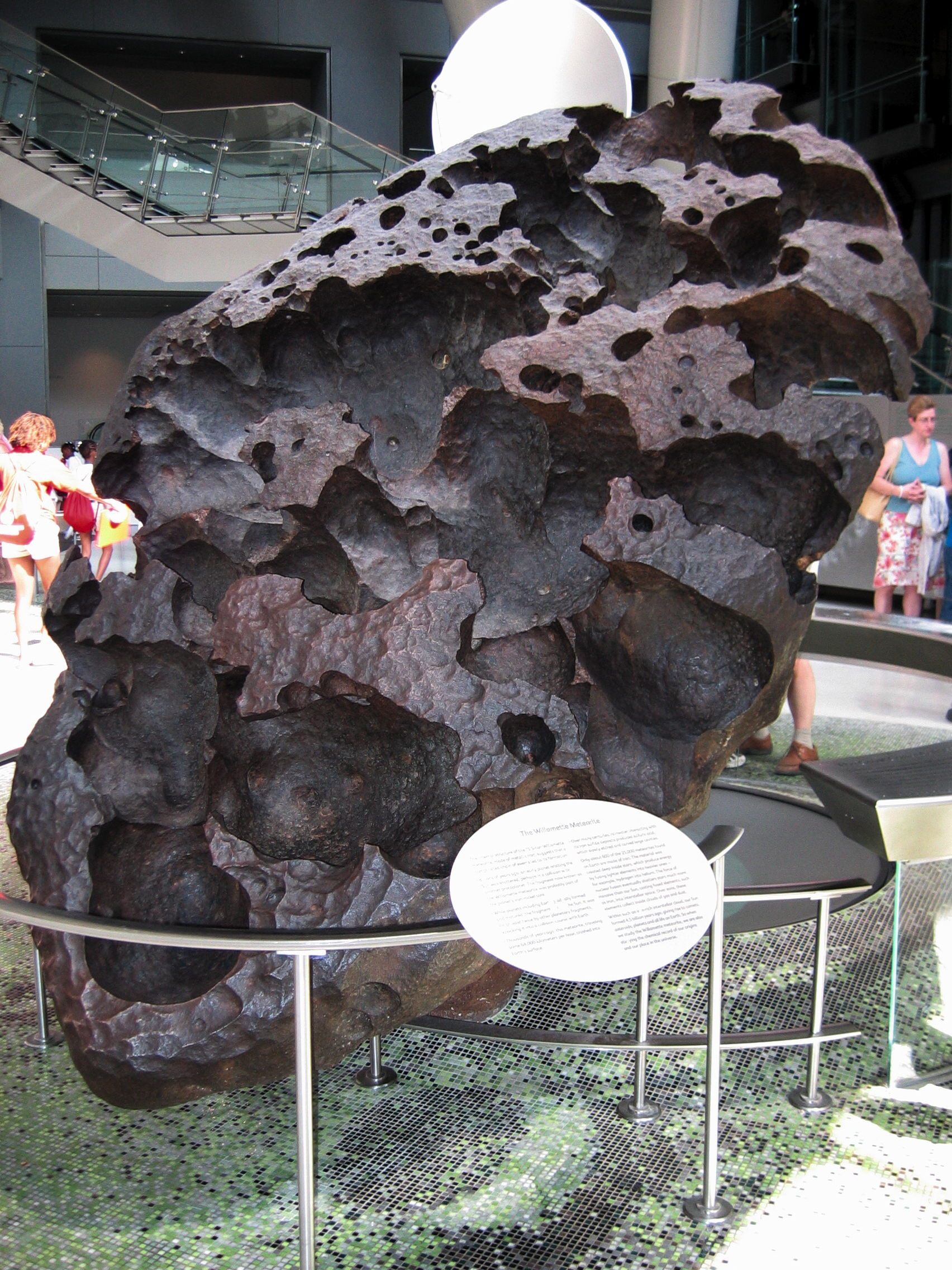
Метеорит Вілламет

Зал метеоритів Артура Росса містить деякі найкращі зразки у світі, включаючи Агнігіто, ділянку 200-тонного Кейп-Йоркського метеориту, який вперше був відомий неінуїтським культурам під час розслідування острова Метеорит, Гренландія. Велика вага, 34 т, робить його найбільшим у Північній півкулі. Він має опору колонами, які проходять через підлогу та в основу під музеєм.
У залі також містяться позасонячні наноалмази (алмази з розмірами на нанометровому рівні) віком понад 5 мільярдів років. Вони були вилучені із зразка метеориту хімічним шляхом, і вони настільки малі, що квадрильйон із них вміщується в об'єм менше кубічного сантиметра.

### Зал дорогоцінних каменів та мінералів Гаррі Франка Гуггенхайма
Зал мінералів Гаррі Франка Гуггенхайма містить сотні незвичайних геологічних зразків. Він знаходиться біля Меморіального залу самоцвітів Морґана, де представлено багато рідкісних та цінних дорогоцінних каменів. Експозиція була розроблена архітектурною фірмою Wm. Ф. Педерсен та доц. з керівником Фредом Букхардтом. Вінсент Менсон був куратором катедри мінералогії. На проєктування та будівництво експозиції пішло шість років, 1970—1976. Архітектурний критик New York Times Пол Ґолдберґер сказав: «Це одна з найкращих музейних інсталяцій, яку бачив Нью-Йорк або будь-яке місто за багато років».
На виставці представлено багато відомих зразків, які обрані серед понад 100 000 експонатів музею. Серед них — Смарагд Патріції, камінь 632 карати (126 г), 12-сторонній камінь. Він був виявлений у 1920-х роках у шахті високо в колумбійських Андах і названий на честь дочки власника шахти. Патриція — один із небагатьох великих смарагдів, які залишаються незрізаними. Також представлена 563-каратна (113 г) Індійська зірка, найбільша і найвідоміша зірчаста сапфіра у світі. Це було виявлено понад 300 років тому на Шрі-Ланці, найімовірніше, в пісках древніх русел річок, звідки і сьогодні існують зірчасті сапфіри. Його подарував музею фінансист Дж. П. Морган. Тонка, сяюча шестикутна зірка або астеризм створюється надходить світлом, яке відбивається від голкоподібних кристалів мінерального рутилу, які знаходяться в сапфірі. Зірка Індії відполірована у формі кабошона, або купола, щоб покращити красу зірки. Серед інших помітних екземплярів — 596-фунтовий (270 кг) топаз — 4,5-тонний екземпляр блакитного азуритового/малахітового руд, який був знайдений у шахті Королеви міді в Бісбі, штат Аризона, на початку 20 століття; і рідкісний, 20-каратний (20 г) помаранчевого кольору сапфір із Шрі-Ланки, який вважається «матір'ю всіх прокладок». У колекцію також входить Midnight Star, 116,75-каратний глибоко-пурпурно-червоний зоряний рубін, яка була зі Шрі-Ланки, а також була подарована JP Morgan AMNH, як Зірка Індії. Він також був подарований AMNH того ж року, коли Зірка Індії була подарована AMNH, 1901.
29 жовтня 1964 року зірку Індії разом із Північною зіркою, Рубіном ДеЛонга та Орлиним діамантом було викрадено з музею. Зломщики, Джек Роланд «Murph The Surf» Мерфі, та його два співучасники, Аллен Дейл Кун та Роджер Фредерік Кларк, отримали доступ, пролізши через вікно ванної кімнати, яке вони відчинили за кілька годин до того, як музей був закритий. Зірка опівночі та зірка DeLong Ruby пізніше були знайдені в Маямі. Через кілька тижнів, також у Маямі, зірку Індії вдалося знайти в шафці на автовокзалі, але Орлиного діаманта так і не знайшли; можливо, його було перероблено або загублено. Мерфі, Кун і Кларк пізніше були спіймані і засуджені до трьох років ув'язнення, і всі вони отримали умовно-дострокове звільнення.

### Зал планети Земля Девіда С. та Рута Л. Ґоттесмана
Зал Планета Земля — це постійний зал, присвячений історії Землі, починаючи від її зародження і закінчуючи життям та впливом сучасних людей на планету. У кількох розділах також обговорюються дослідження систем Землі, включаючи геологію, гляціологію, атмосферні науки та вулканологію.
Експозиція славиться своїми великими зразками гірських порід. У залі представлені вражаючі зразки стрічкового заліза та деформованих конгломератних порід, а також граніти, пісковики, лави та три чорні курці.
Північна секція залу, яка займається переважно тектонікою плит, влаштована так, щоб імітувати структуру Землі, а ядро та мантія розташовані в центрі, елементи земної кори знаходяться по периметру.

## Викопні зали

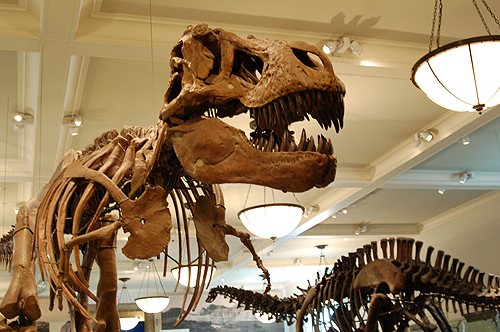
Зал заурісхійських динозаврів

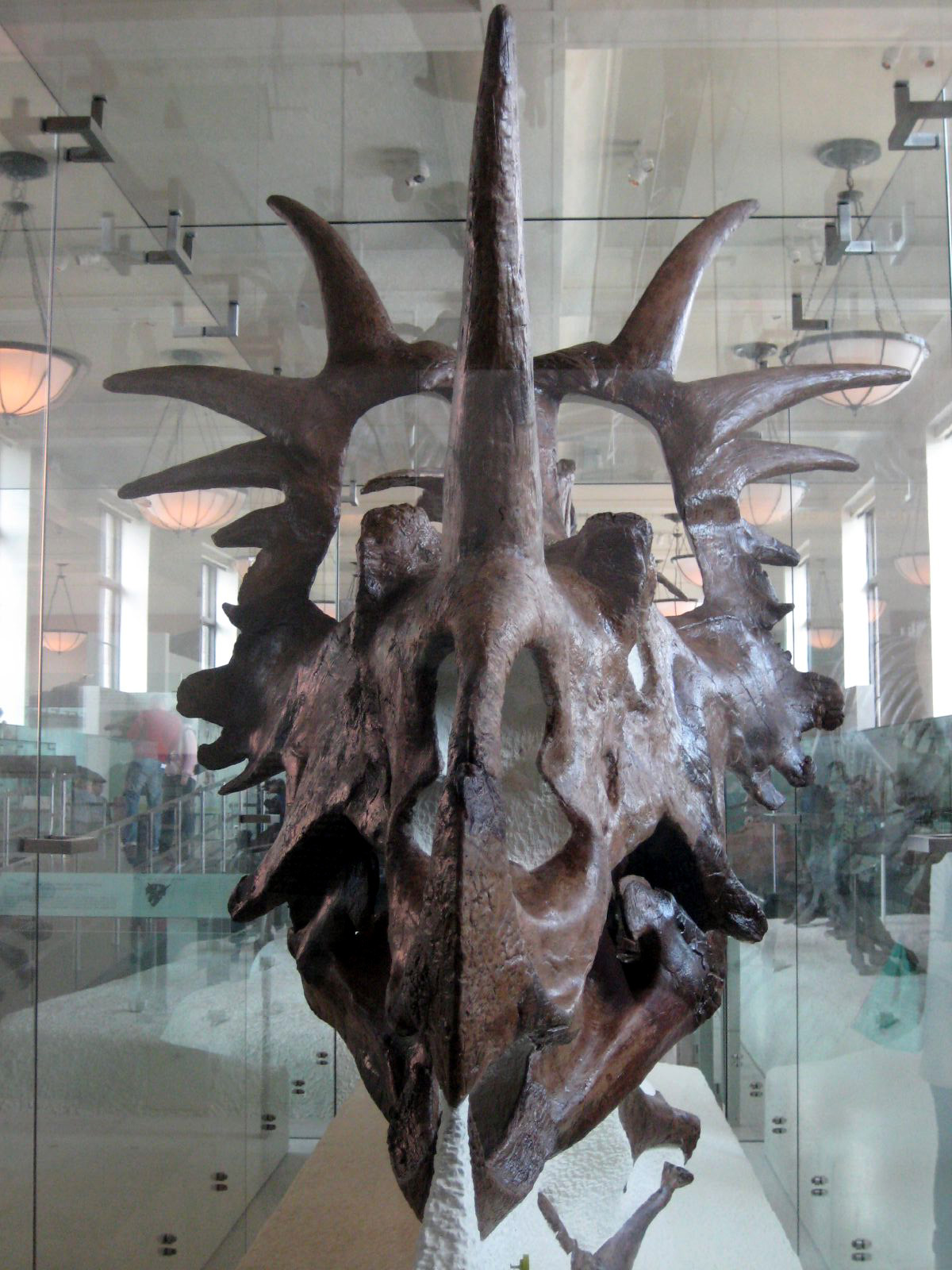
Скелет стиракозавра.

Більшість музейних колекцій скам'янілостей ссавців та динозаврів залишаються прихованими від очей громадськості. Вони зберігаються в багатьох сховищах глибоко в музейному комплексі. Серед них найбільш значущим сховищем є десятиповерхова будівля Чайлдса Фріка, яка стоїть у внутрішньому дворику музею. Під час будівництва Фріка були використані гігантські крани, щоб підняти сталеві балки безпосередньо з вулиці, над дахом у внутрішній дворик, щоб гарантувати, що класичний фасад музею залишався незмінним. Прогнозована велика вага викопних кісток змусила дизайнерів додати спеціальну сталеву арматуру до конструкції будівлі, оскільки в ній зараз знаходиться найбільша колекція викопних ссавців та динозаврів у світі. Ці колекції займають підвал і нижні сім поверхів Будови Фріка, тоді як верхні три поверхи містять лабораторії та кабінети. Саме в цій конкретній будівлі провадиться багато інтенсивних дослідницьких програм палеонтології хребетних.
Інші райони музею також містять сховища життя з минулого. Кімната китів — це печерний простір, в якому потужні лебідки спускаються зі стелі, щоб рухати гігантські викопні кістки. Музей-мансарда нагорі включає ще більше сховищ, таких як Слонова кімната, тоді як бивни та кабани знаходяться внизу від горища.:119–20
Великі колекції викопних копалин, відкриті для загального огляду, займають весь четвертий поверх музею, а також окремий експонат, який постійно експонується в Меморіальному залі Теодора Рузвельта, головному вході музею. Експонати четвертого поверху дозволяють відвідувачеві простежити еволюцію хребетних, проходячи круглим шляхом, що веде через кілька музейних будівель. На 77-й вулиці музею відвідувач починає в Центрі орієнтації і йде ретельно розміченою стежкою, яка веде відвідувача еволюційним деревом життя. Коли дерево «гілкується», відвідувачеві представляються сімейні стосунки між хребетними. Цей еволюційний шлях знаний як кладистика.
Для створення кладистики вчені шукають спільні фізичні характеристики, щоб визначити спорідненість різних видів. Наприклад, кладистика покаже взаємозв'язок між земноводними, ссавцями, черепахами, ящірками та птахами, оскільки ці, мабуть, розрізнені групи поділяють рису «чотирьох кінцівок з рухомими суглобами, оточеними м'язами», роблячи їх чотириногими. Група споріднених видів, таких як тетраподи, називається «кладою». У групі тетрапод лише у ящірок і птахів є ще одна риса: «два отвори в черепі за оком». Отже, ящірки та птахи представляють меншу, ближчу кладу, відому як діапсиди. У кладистиці еволюційний вигляд нової риси вперше знаний як «вузол». По всьому викопному залу вузли ретельно розмічені по шляху еволюції, і ці вузли попереджають нас про появу нових рис, що представляють цілі нові гілки еволюційного дерева. Види, що демонструють ці ознаки, виставляються в нішах по обидва боки шляху. Відеопроєкція на четвертому поверсі музею знайомить відвідувачів з поняттям кладистики і користується популярністю серед дітей та дорослих.
Багато виставлених скам'янілостей представляють унікальні та історичні предмети, зібрані під час золотої ери музею у світових експедиціях (1880–30-ті роки). У меншому масштабі експедиції продовжуються дотепер і призвели до поповнення колекцій з В'єтнаму, Мадагаскару, Південної Америки та Центральної та Східної Африки.
4-й поверх включає такі зали:
- Зал походження хребетних
- Зал динозаврів Saurischian (їх розпізнають за схоплюючою рукою, довгою рухомою шиєю та положенням лобкової кістки вниз / вперед, вони є попередниками сучасної птиці)[76]
- Зал птахотазових динозаврів (визначений для лобкової кістки, яка спрямована в бік спини)
- Зал первісних ссавців
- Зал передових ссавців

### Викопні копалини

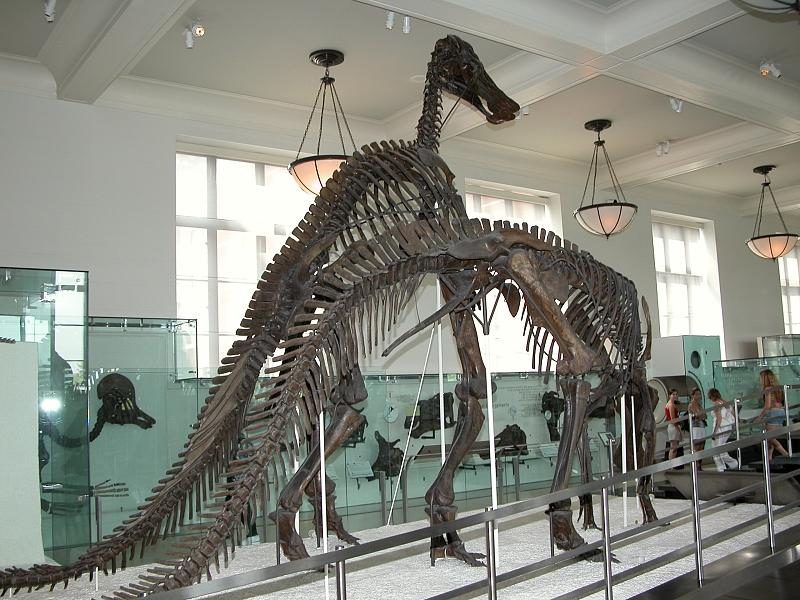
Едмонтозавр пов'язує скам'янілі скелети.

Серед багатьох видатних скам'янілостей є:
- Тиранозавр рекс: Складений майже повністю із справжніх викопних кісток, він встановлений у горизонтальній позі стебла, красиво збалансованій на потужних ногах. Зразок насправді складається з викопних кісток двох скелетів T. rex, виявлених у Монтані у 1902 та 1908 роках відомим мисливцем на динозаврів Барнумом Брауном.[77]
- Маммут: Ці скам'янілі, більші за свого родича шерстистого мамонта, від тварини, яка мешкала 11000 років тому в штаті Індіана.[78]
- Апатозавр або Бронтозавр: цей гігантський зразок був виявлений наприкінці 19 століття. Хоча більшість його викопних кісток є оригінальними, череп — ні, оскільки його на місці не знайдено. Лише через багато років був виявлений перший череп Апатозавра, і тому гіпсовий відлив з цього черепа був виготовлений і розміщений на горі музею. Череп Камаразавра використовувався помилково, поки не був знайдений правильний череп.[79] Не зовсім точно, чи є цей зразок бронтозавром чи апатозавром, і тому його вважають «неідентифікованим апатозаврином», оскільки він також може бути зразком амфіцелія або атлантозаврів.
- Megacerops: Вимерлий ссавець, віддалено пов'язаний з конем та носорогом. Він жив 35 мільйонів років тому на території сучасної Південної Дакоти. Він відомий своєю чудовою і незвичайною парою рогів.[80]
- Скелет едмонтозаврів анектенів, великий рослиноїдний динозавр-орнітопод. Зразок є прикладом «муміфікованого» скам'янілості динозавра, в якому відбитки м'яких тканин і шкіри були вкладені в навколишню породу. Зразок встановлений так, як його знайшли, лежачи на боці з піднятими ногами та відведеною назад головою.[81]
- 26 вересня 2007 р. У музеї дебютувала скам'янілість аммоніту діаметром 80 футів (61 см) діаметром, яка повністю складається з дорогоцінного каміння амоноідеї. Ніл Ландман, куратор викопних безхребетних, пояснив, що аммоніти (облуплені головоногі молюски в підкласі Ammonoidea) вимерли 66 мільйонів років тому в той самий випадок, коли загинули динозаври. Korite International передала скам'янілість після відкриття в Альберта, Канада.[82]
- Один скелет алозавра, що вивозить з трупа апатозавра.[83]
- Єдиний відомий череп Andrewsarchus mongoliensis.[84]
- Показ різних видів наземних лінивців, включаючи Megalocnus rodens, Scelidotherium cuvieri, Megalonyx wheatleyi та Glossotherium robustus

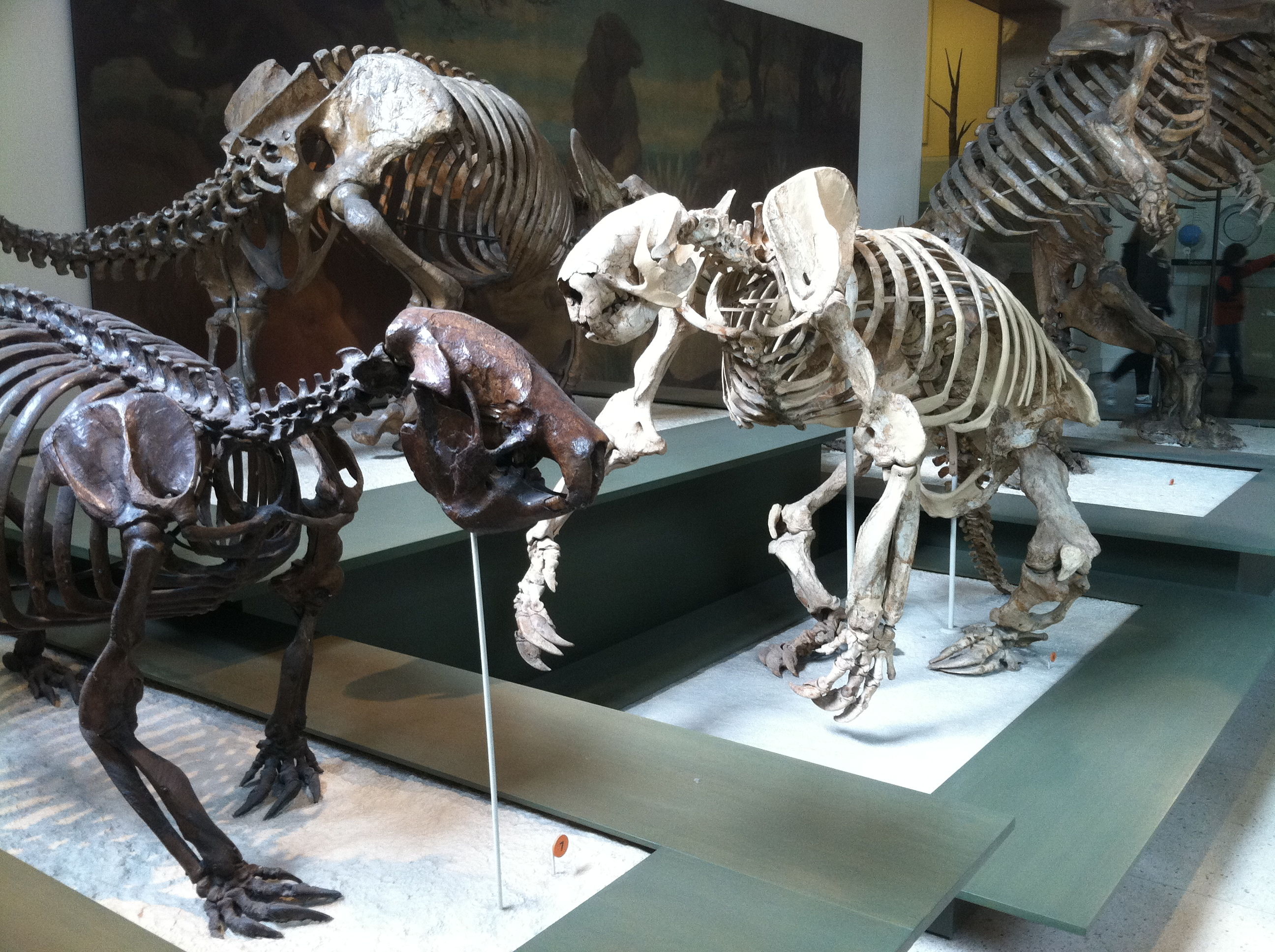
Показ різних видів наземних лінивців

Трицератопс і стегозавр також представлені серед багатьох інших зразків.
Окрім скам'янілостей у музейних експозиціях, багато зразків зберігається у колекціях, доступних для вчених. До них належать такі важливі зразки, як повний диплодоковий череп, тиранозавридні зуби, завроподні хребці та багато голотипу.

## Центр Землі і космосу Роуз

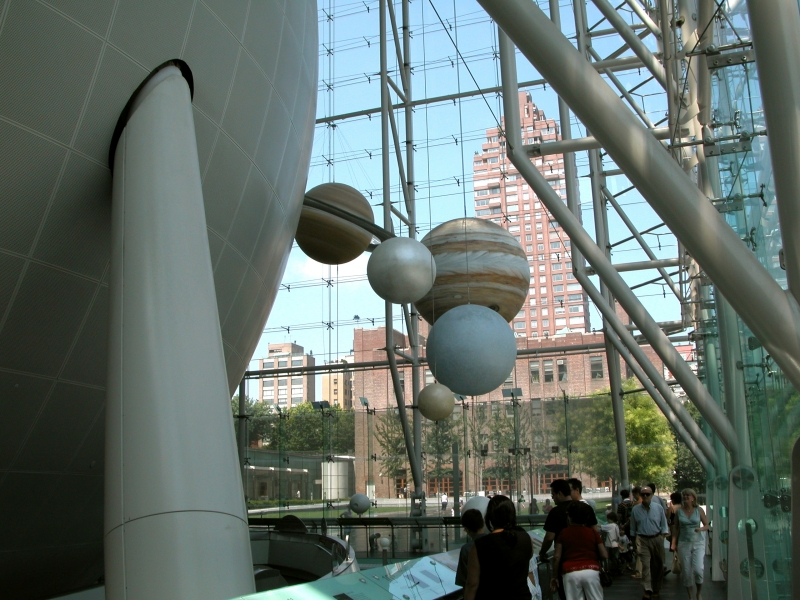
Центр Землі і космосу Роуз

Планетарій Гайдена, під'єднаний до музею, зараз є частиною Центру Землі і Космосу, розміщеного в скляному кубі, що містить сферичний космічний театр, спроєктований Джеймсом Стюартом Полшеком. Космічний шлях «Гайльбрун» — один із найпопулярніших експонатів Центру троянд, який відкрився 19 лютого 2000 р.
Оригінальний планетарій Гайдена був заснований в 1933 році коштом пожертви мецената Чарльза Гайдена. Відкритий у 1935 р., він був зруйнований і замінений у 2000 р. Центром Землі та Космосу Фредеріка Фінеаса та Сандри Пріст Роуз на 210 млн. Доларів. Спроєктована Джеймсом Стюартом Полшеком, нова будівля складається із шестиповерхового високого скляного куба, що охоплює освітлену сферу на висоті 27 метрів (27 м), яка, здається, плаває, хоча насправді вона підтримується фермою. Джеймс Полшек називав свою роботу «космічним собором». Центр троянд та прилегла до нього площа на північному фасаді музею вважаються одними з найвидатніших архітектурних доповнень Манхеттена. Об'єкт охоплює 333 500 квадратних футів (30 980 м2) дослідницьких, освітніх та виставкових площ, а також планетарій Гайдена. Також на території закладу знаходиться катедра астрофізики, найновіший науково-дослідний відділ музею. Ніл Деграсс Тайсон — директор планетарію Гайдена. Крім того, Полшек спроєктував Вестонський павільйон площею 1800 квадратних футів (170 м2), високу прозору конструкцію із «білого водяного» скла заввишки 43 фути вздовж західного фасаду музею. Ця споруда, невеликий супутник Центру троянд, пропонує новий шлях до музею, а також відкриває подальший виставковий простір для астрономічно пов'язаних об'єктів. Колишній журнал планетарію «Небо» об'єднався з «Телескопом», щоб стати астрономічним журналом «Небо та телескоп».
Том Генкс проголосував за перше шоу планетарію під час відкриття нового Роуз-центру для Землі та космосу в планетарії Гайдена у 2000 р. З тих до планетарію долучені такі знаменитості, як Вупі Ґолдберґ, Роберт Редфорд, Гаррісон Форд та Майя Енджелоу.

## Виставкова лабораторія
Заснована в 1869 році, виставкова лабораторія AMNH відтоді виготовила тисячі інсталяцій. Катедра відрізняється інтеграцією нових наукових досліджень у захоплююче мистецтво та мультимедійні презентації. На додаток до відомих діорам у своєму домашньому музеї та Центрі Землі та космосу Роуз, лабораторія також випустила міжнародні виставки та програмне забезпечення, таке як Атлас цифрового Всесвіту.
Сьогодні команда виставок налічує понад шістдесят художників, письменників, підготовників, дизайнерів та програмістів. Департамент відповідає за створення від двох до трьох експонатів на рік. Ці великі шоу, як правило, подорожують національними музеями природничих історій. Вони створили, серед інших, перші експонати для обговорення дарвінівської еволюції, індукованих людиною кліматичних змін та масового вимирання мезозою за допомогою астероїда.

## Дослідницька бібліотека
Дослідницька бібліотека відкрита для співробітників та відвідувачів та знаходиться на четвертому поверсі музею.
Бібліотека збирає матеріали, що охоплюють такі теми, як теріологія, наука про землю та планету, астрономія та астрофізика, антропологія, ентомологія, герпетологія, іхтіологія, палеонтологія, етологія, орнітологія, мінералогія, безхребетні, систематика, екологія, океанографія, конхологія, розвідки та подорожі, історія наук, музеєзнавства, бібліографії, геноміки та периферійних біологічних наук. Колекція багата ретроспективними матеріалами — деякі ще з XV століття — які важко знайти деінде.

### Історія
У перші роки бібліотека розширювала свою колекцію здебільшого за допомогою таких подарунків, як конхологічна бібліотека Джона К. Джея, бібліотека Карсона Бревоорта про риб і загальну зоологію, орнітологічна бібліотека Даніеля Жиро Елліота, ентомологічна бібліотека Гаррі Едвардса, Г'ю Джуетт колекція подорожей і подорожей та колекція геології Жуля Марку. У 1903 р. Американське етнологічне товариство здало на зберігання свою бібліотеку в музей, а в 1905 р. Нью-Йоркська академія наук послідувала цьому прикладу, передавши свою колекцію з 10 000 томів.
На сьогоднішній день колекції бібліотеки містять понад 550 000 томів монографій, серіалів, памфлетів, перевидань, мікроформ та оригінальних ілюстрацій, а також фільмів, фотографій, архівів та рукописів, образотворчого мистецтва, пам'яток та колекцій рідкісних книг.
Нова бібліотека була розроблена фірмою Roche-Dinkeloo у 1992 році. Площа — 5500 кв. Футів (5100 м2) і включає п'ять різних «заповідних зон», починаючи від читальної зали та громадських кабінетів на 50 осіб, закінчуючи контролем температури та вологості кімнати.

### Спеціальні колекції
- Інституційні архіви, рукописи та особисті документи: включає архівні документи, польові зошити, вирізки та інші документи, що стосуються музею, його вчених та співробітників, наукових експедицій та досліджень, музейних виставок, освіти та загального управління.[97]
- Колекція «Мистецтво та пам'ятні речі».[98]
- Колекція рухомих зображень.[99]
- Вертикальні файли: відносно виставок, експедицій та музейної діяльності.[100]

## Запропоновані заходи

### Дослідницька діяльність

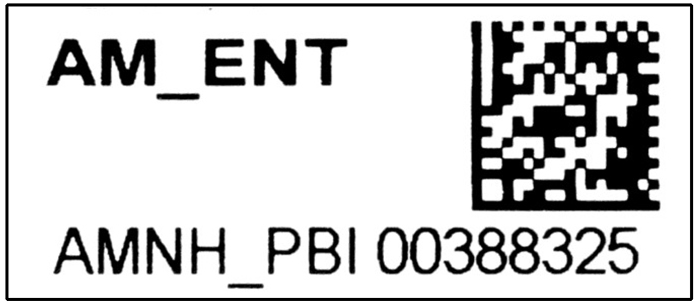
Матричний штрих-код, який однозначно ідентифікує зразок у колекції ентомологічних музеїв.

Музей має понад 225 наукових працівників та щороку спонсорує понад 120 спеціальних польових експедицій. Багато виставлених скам'янілостей представляють унікальні та історичні предмети, зібрані під час золотої ери музею у світових експедиціях (1880–30-ті роки). Прикладами деяких з цих експедицій, які повністю або частково фінансуються АМНХ, є: Північно-Тихоокеанська експедиція Джесупа, Південно-морська експедиція Уітні, Наукова експедиція Рузвельта — Рондона, Експедиція Крокера Ленда та експедиції Річарда на Мадагаскар та Нову Гвінею. Арчболд. У меншому масштабі експедиції продовжуються по нині. Музей також видає кілька рецензованих журналів, зокрема Вісник Американського музею природничої історії. У 1976 році захисник прав тварин Генрі Спіра очолив кампанію проти вівісекції котів, яку Американський музей природознавства проводив протягом 20 років, з метою дослідження впливу деяких видів каліцтва на статеве життя котів. Музей припинив дослідження в 1977 році.

### Освітня робота
Освітні програми AMNH включають охоплення шкіл у Нью-Йорку Музеєм рухомих.
Крім того, сам музей пропонує широкий спектр освітніх програм, таборів та занять для студентів. Показово, що Музей фондує Наукову програму Lang, комплексну науково-дослідну та науково-освітню програму з 5 по 12 клас та Науково-дослідницьку програму наставництва (SRMP), серед найпрестижніших платних стажувань у Нью-Йорку, в яких пари студентів проводять повний рік інтенсивних оригінальних досліджень з вченим AMNH.

### Вища школа Річарда Гілдера
AMNH пропонує маґістра мистецтв у галузі викладання наук та ступінь доктора філософії порівняльної біології.
23 жовтня 2006 року музей заснував Вищу школу Річарда Ґілдера, яка пропонує докторську ступінь із порівняльної біології, ставши першим американським музеєм у США, який присуджує докторські ступені від свого імені. Акредитований у 2009 році, у 2011 році в аспірантуру було зараховано 11 студентів, які тісно співпрацюють з кураторами і мають доступ до колекцій. Перші сім випускників, які закінчили програму, отримали свої ступені 30 вересня 2013 р. Декан аспірантури — палеонтолог AMNH Джон Дж. Флінн, а тезка і головний благодійник — Річард Ґілдер.

## Південно-західна дослідна станція
AMNH працює на біологічній польовій станції в Порталі, штат Аризона, серед гір Чирікахуа. Південно-західна дослідна станція була створена в 1955 році, придбана за грантом від мецената Девіда Рокфеллера та першим директором ентомолога Мон Казьє Станція у «гарячій точці біорізноманіття» використовується дослідниками та студентами та пропонує епізодичні семінари для громадськості.

## Околиці
Музей знаходиться на 79-й вулиці та в Центральному парку на захід, до нього можна дістатися поїздами B та C метро Нью-Йорка. До музею можна потрапити через поверх низького рівня через станцію метро 81-ша вулиця — Музей природознавства на лінії Восьмої авеню IND на південному кінці верхньої платформи (куди прибувають поїзди вгорі).
На постаменті біля входу в музей на проспект Коламбус знаходиться часова капсула з нержавіючої сталі, яка була створена після дизайнерського конкурсу, який виграв Сантьяго Калатрава. Капсула була закрита на початку 2000 року, щоб ознаменувати початок 3-го тисячоліття. Він приймає форму складеного сідлоподібного об'єму, симетричного на кількох осях, який досліджує формальні властивості складених сферичних рамок. Калатрава описав це як «квітку». План передбачає, що капсулу відкриють у 3000 році.
Музей знаходиться у міському парку площею 17 акрів (69 000 м2), відомого як Парк Теодора Рузвельта, який простягається від Центрального парку на захід до проспекту Колумба та від Західної 77-ї до 81-ї вулиць і містить паркові лавки, сади та газони, а також собаку бігти.
Кінна статуя Теодора Рузвельта знаходиться біля музею, що виходить на захід від Центрального парку, і може бути вилучена через підпорядковане зображення афроамериканських та корінних американських діячів позаду Рузвельта.

## Деякі експонати
- Діорами ссавців з Африки, Азії, і Північної Америки
- Синій кит у натуральну величину
- Найбільший синій сапфір у світі
- Колекція динозаврів
- Планетарій ім. Гайдена
- Коридор еволюції людини розумної
- Бібліотека Американського музею природознавства (в колекції бібліотеки понад 450 000 примірників книг)

## Галерея

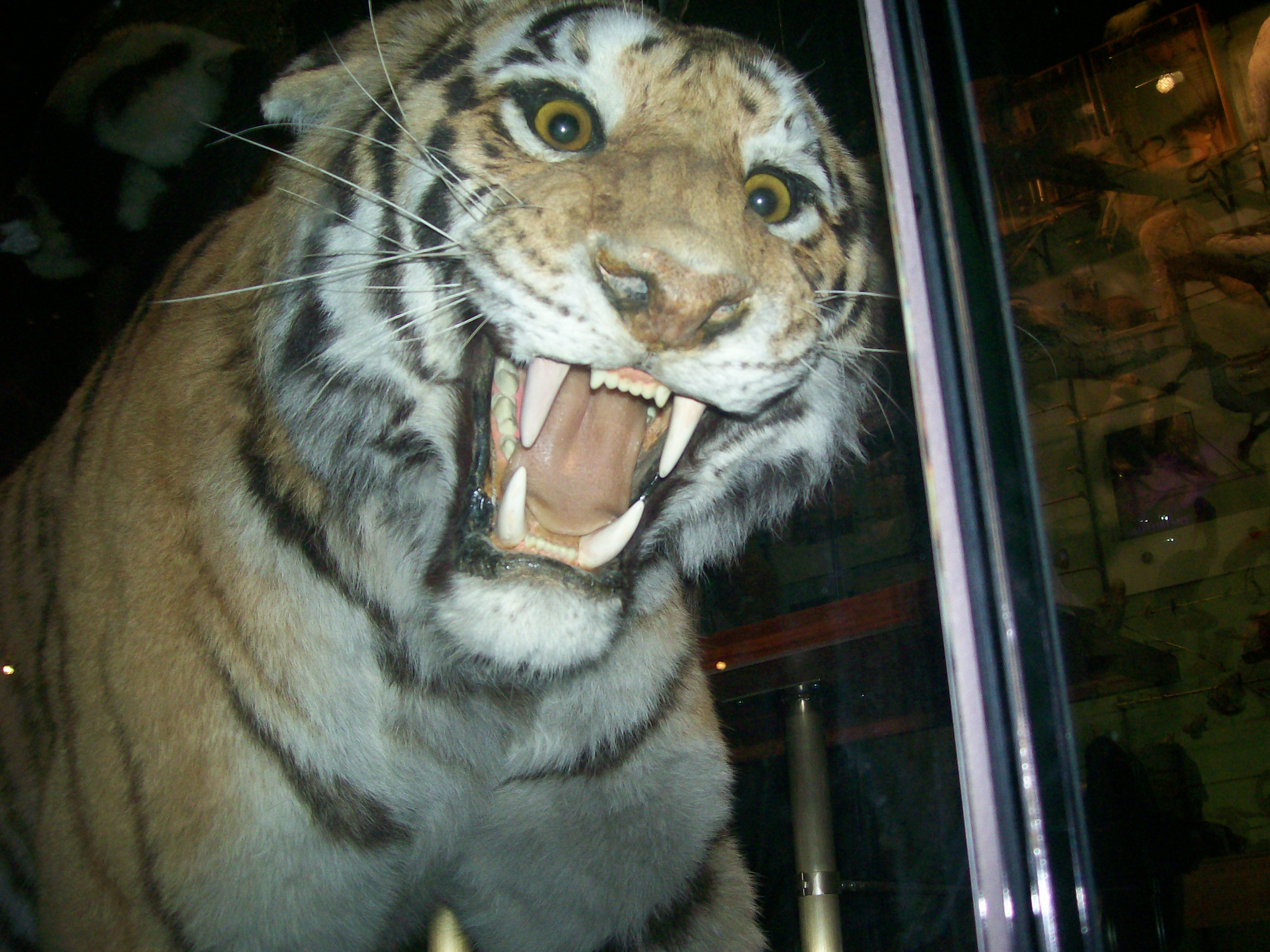
Бенгальський тигр в Американському музеї природничої історії
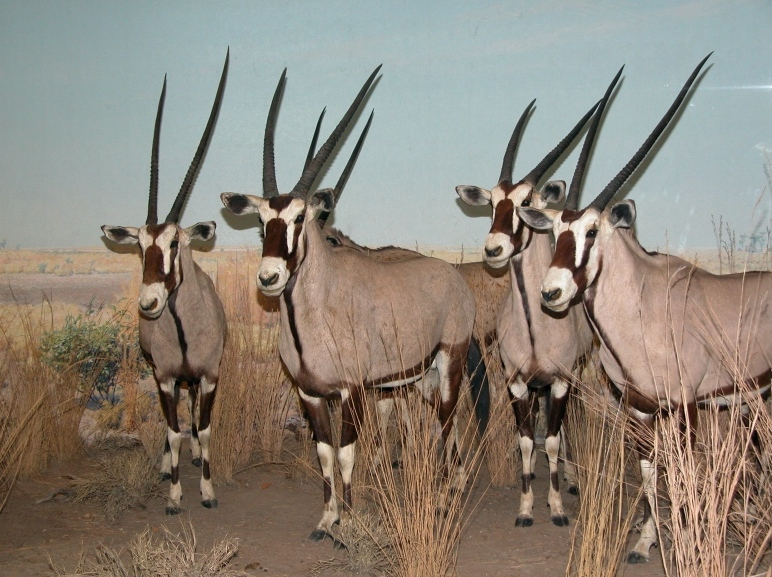
Діорама в залі Аклі африканських ссавців
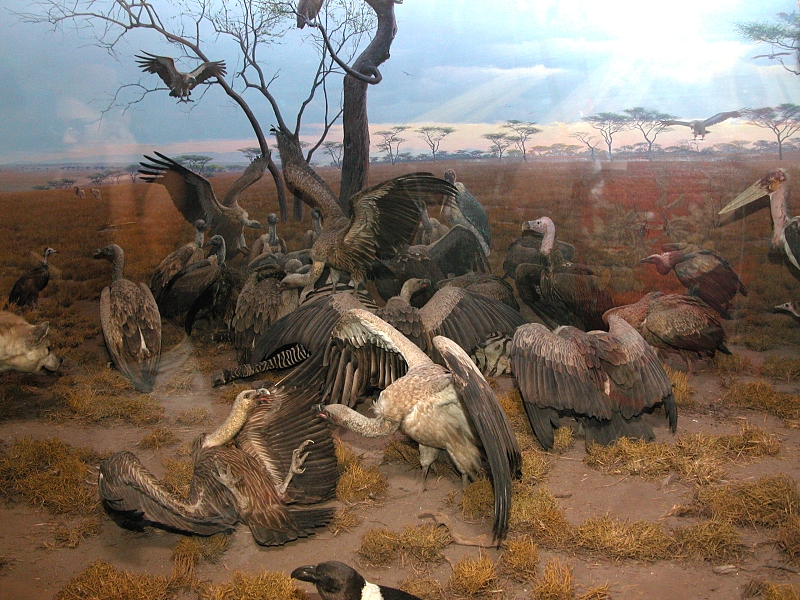
Діорама в залі Аклі африканських ссавців
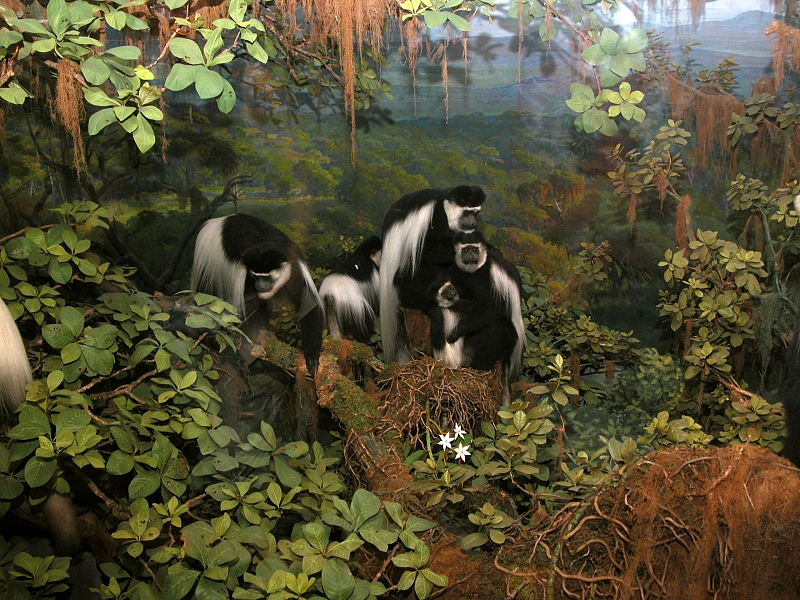
Діорама в залі Аклі африканських ссавців
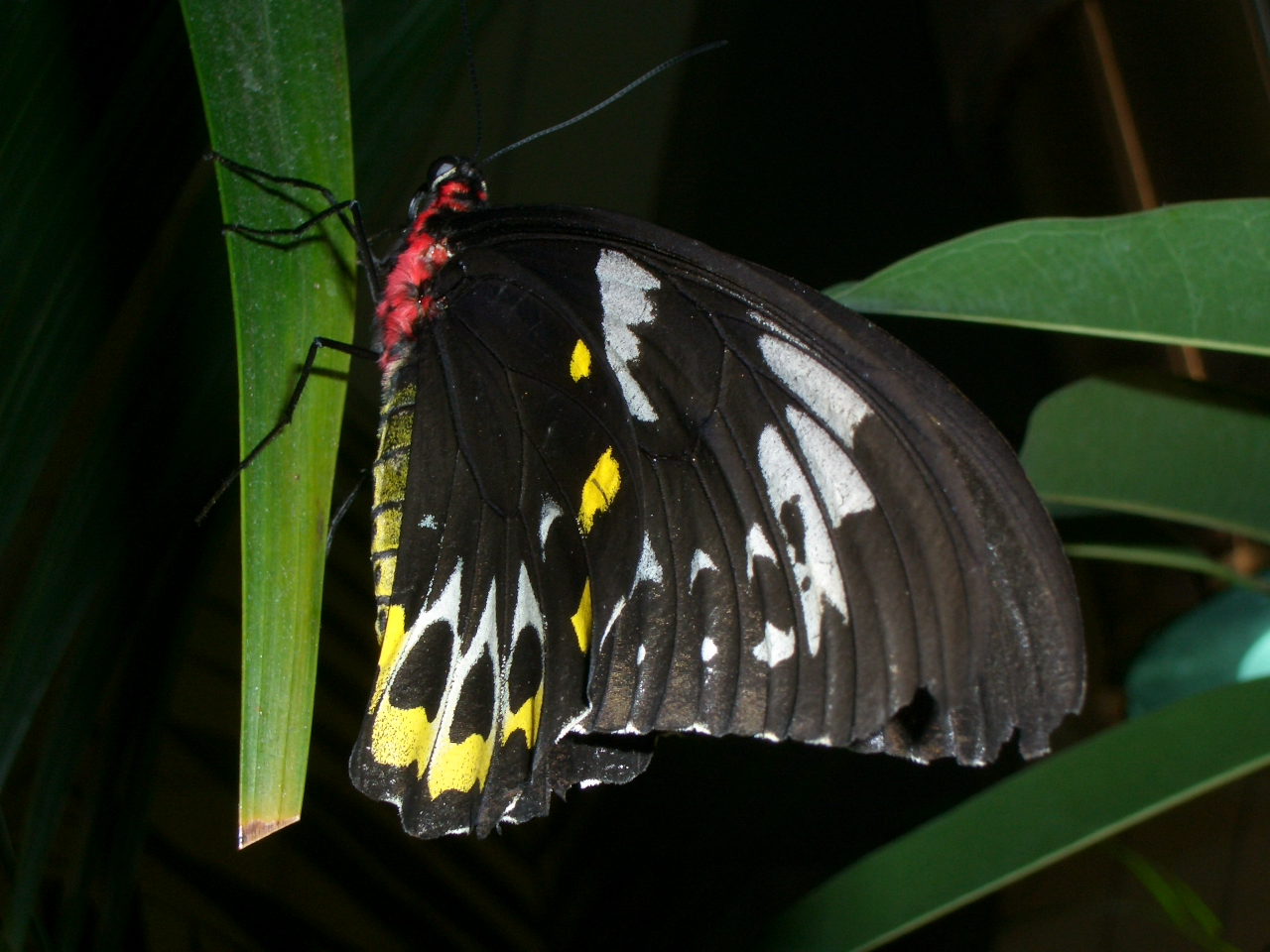
Консерваторія метеликів
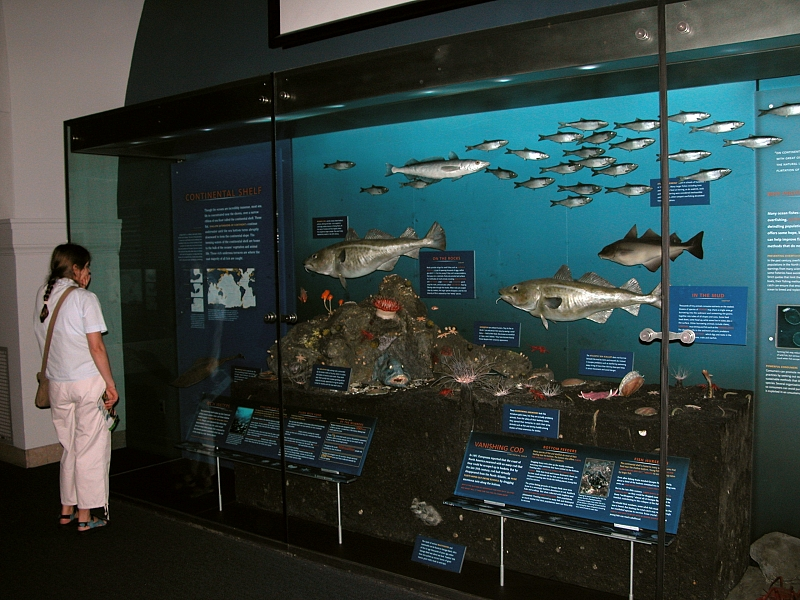
Показ у Залі океанського життя Мілштейна
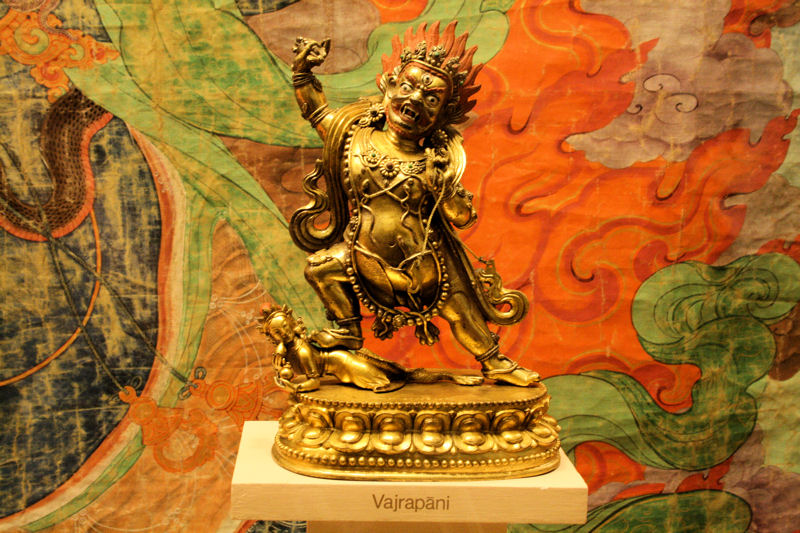
Тибетська статуя Ваджрапані
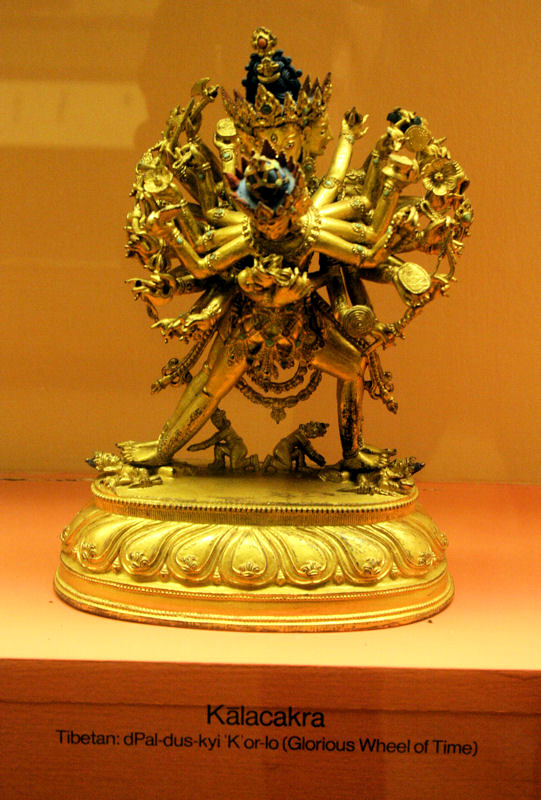
Тибетська статуя Калачакри
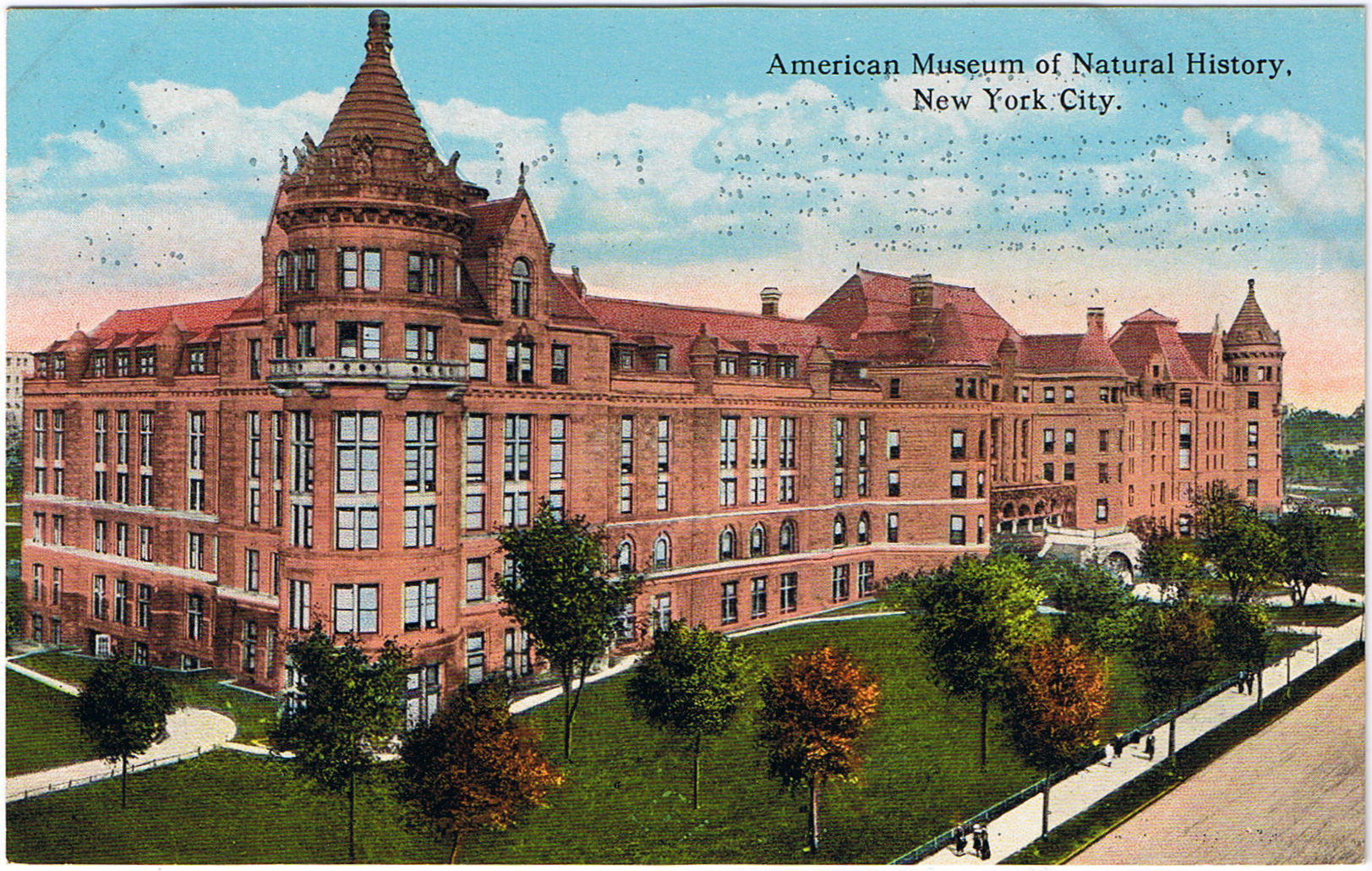
Південний хребет музею та деякий західний фасад у 1920-х роках
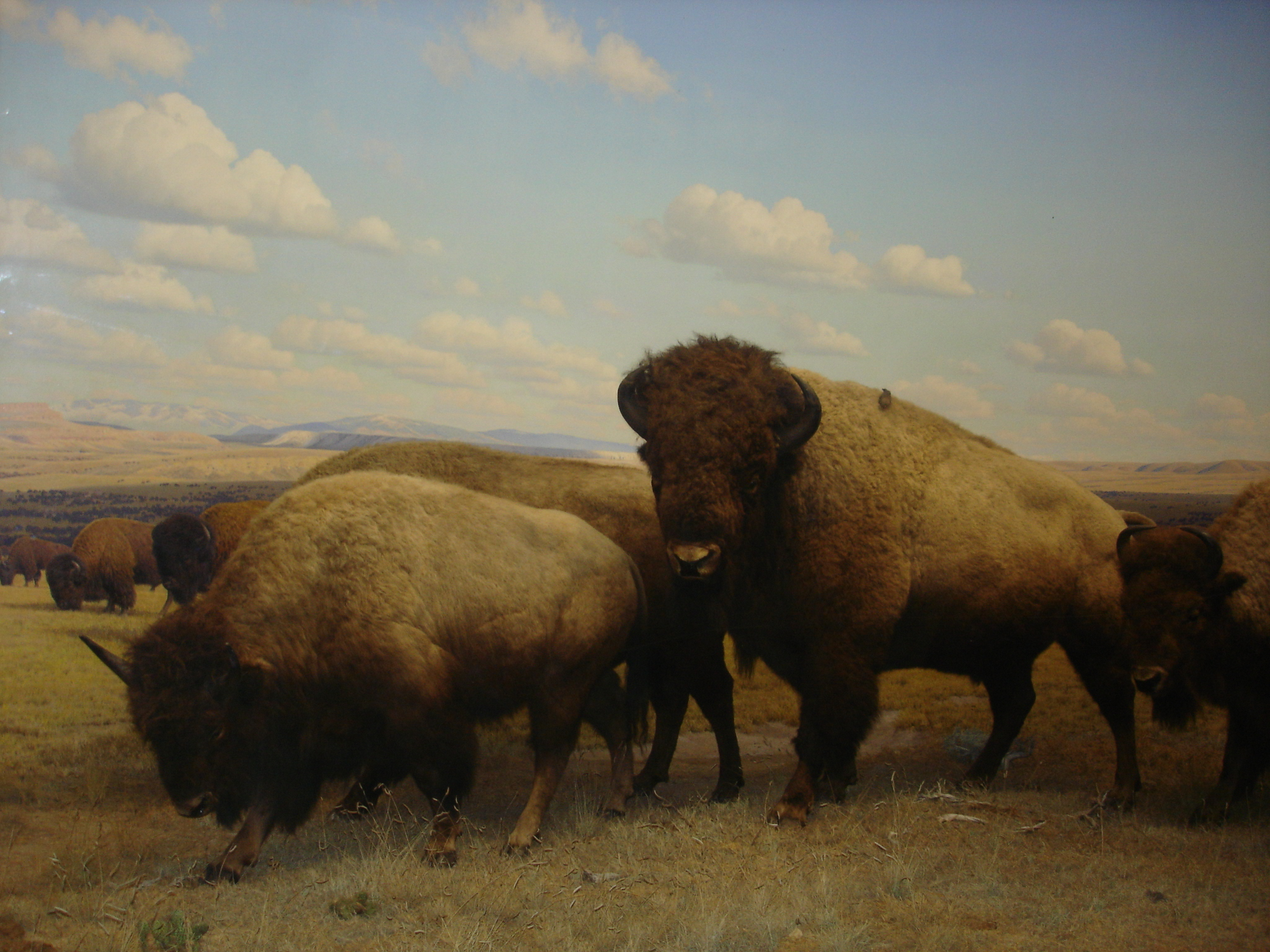
Американська діорама бізонів та вилорогів (праворуч)
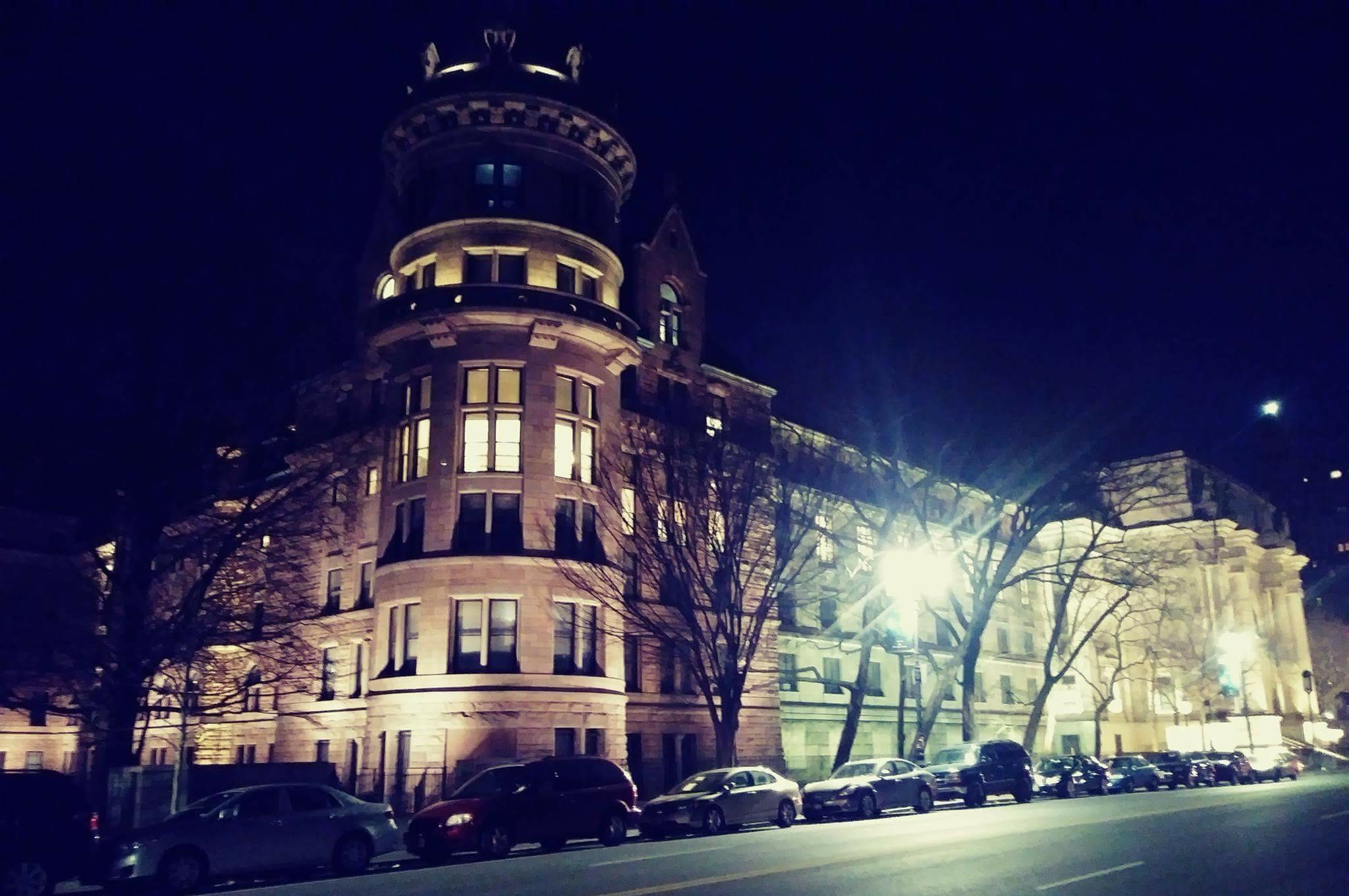
Нічний вид музею, що виглядає на північний захід з боку Центрального парку на захід